# Camboja
Camboja ou Cambodja (em quemer: កម្ពុជា; romaniz.: Kampuchea, pronunciado: [kɑmˈpuˈciə]), oficialmente Reino do Camboja (em quemer: ព្រះរាជាណាចក្រកម្ពុជា, translit.: Preăh Réachéanachâk Kâmpŭchéa), é um Estado soberano localizado na porção sul da península da Indochina, no Sudeste Asiático. Sua área territorial é de 181 035 km², fazendo deste o 88.º maior do mundo em área. Faz fronteira com a Tailândia a noroeste, com o Laos a nordeste, com o Vietnã a leste e com o Golfo da Tailândia na porção sudoeste.
Com uma população estimada em pouco mais de 15 milhões de habitantes, o Camboja é o 68.º país mais populoso do mundo e tem o budismo como religião oficial, praticado por cerca de 95% da população cambojana. Os grupos étnicos minoritários incluem vietnamitas, chineses, chams e outras trinta tribos. A capital e maior cidade é Phnom Penh, o centro político, econômico e cultural do país. O reino é uma monarquia constitucional, tendo Norodom Sihamoni como representante. O monarca é escolhido pelo Conselho do Trono Real e recebe o status de chefe de Estado. O chefe de governo é Hun Sen, que governa o Camboja há mais de 25 anos.
O antigo nome do reino era "Kambuja" (em sânscrito: कंबुज). No ano de 802, Jaiavarmã II declarou-se rei marcando o início do Império Quemer, que floresceu por mais de 600 anos, permitindo que sucessivos reis dominassem grande parte do sudeste da Ásia. O reino permitiu a construção de templos monumentais, como Angkor Wat, e facilitou a propagação do hinduísmo e do budismo por grande parte desta região. Após a queda de Angkor para o Reino de Ayutthaya, no século XV, o Camboja foi governado como um vassalo entre seus vizinhos, Tailândia e Vietname, até que foi colonizado pelos franceses em meados do século XIX. A independência do país só ocorreu em 1953.
A Guerra do Vietnã estendeu-se ao Camboja, dando origem ao Quemer Vermelho, que tomou Phnom Penh em 1975. O Camboja ressurgiu vários anos mais tarde dentro de uma esfera de influência socialista, como a República Popular de Kampuchea, que durou até o início dos anos 1990. Depois de anos de isolamento, a nação devastada pela guerra se reuniu sob a monarquia em 1993, e tem visto um rápido progresso nas áreas de recursos humanos e econômicos, além da reconstrução de décadas de guerra civil. O Camboja tem apresentado um dos melhores desenvolvimentos econômicos na Ásia, com crescimento médio de 6% nos últimos dez anos. A agricultura, construção civil, vestuário e turismo atraíram investimentos estrangeiros e estimularam o comércio internacional. As reservas de petróleo e gás natural, encontradas nas águas territoriais do país em 2005, permanecem praticamente inexploradas, em parte devido a disputas territoriais com a Tailândia. Apesar das melhorias econômicas, o Índice de Desenvolvimento Humano (IDH) do país ocupa a 144.ª posição, avaliado em 0,594 indicando que o Camboja possui médio desenvolvimento humano em 2019. O seu IDH ajustado à Desigualdade era de 0,475.

## Etimologia
O nome oficial do país em português é Reino do Camboja, traduzido do quemer Preăh Réachéanachâk Kampuchea, muitas vezes abreviado apenas para Kampuchea (em quemer: កម្ពុជា). Kampuchea deriva da palavra sânscrita Kambuja. Popularmente, os cambojanos na maioria das vezes referem-se a seu país como "A Terra dos Quemeres" (escrito em quemer da seguinte forma: ស្រុកខ្មែរ) ou usando a expressão mais formal "O país do Camboja" (em quemer: ប្រទេសកម្ពុជា). Em Língua inglesa, a forma "Cambodia" é derivada de "Cambodge" ou "Kamboj", a transcrição sânscrita de "Kampuchea".

## História

### Pré-história

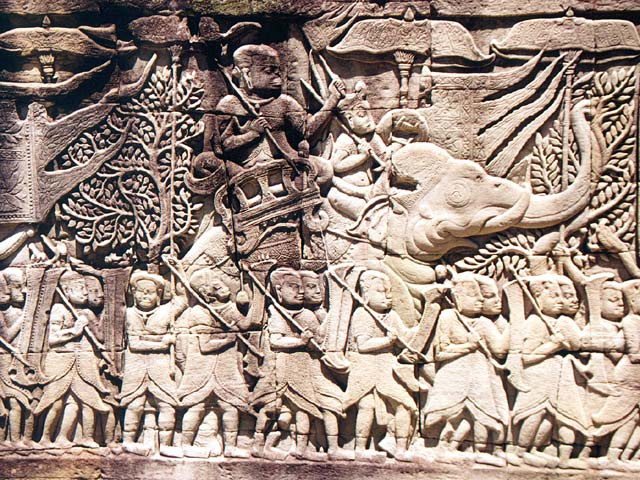
O exército quemer indo para a guerra contra Champa

Pouco se sabe sobre a pré-história no território do Camboja. As esparsas evidências para a ocupação humana durante o Pleistoceno são algumas ferramentas feitas a partir de quartzo e quartzito, encontrados ao longo dos terraços do rio Mecão nas províncias de Stung Treng, Kratié e Kampot, mas não há datas para essa ocupação até ao momento.
Outras evidências arqueológicas mostram comunidades de caçadores-coletores habitando a região do atual Camboja durante o Holoceno. O sítio arqueológico considerado como mais antigo no país é a caverna de Laang Spean, em Battambang, e pertence ao período hoabinhiano. Escavações nas camadas mais profundas indicam uma ocupação desde 6 000 a.C. Nas camadas mais superficiais do mesmo sítio, existem evidências de transição para o Neolítico, contendo dados das primeiras cerâmicas cambojanas.
Dados arqueológicos para o período entre o Holoceno e a Idade do Ferro são muito escassos. Outros sítios pré-históricos famosos na região são o Samrong Sen (não muito longe da antiga capital Oudong), onde as escavações na região se iniciaram em 1877 e Phum Snay, na província do norte de Banteay Meanchey. Artefatos pré-históricos também foram encontrados em Ratanakiri durante uma mineração.
A evidência pré-histórica que chama mais atenção, provavelmente são os canais circulares (possivelmente canais de drenagem ou de irrigação) descobertos em Memot e nas adjacências do Vietname nos anos 1950. Sua função ainda não está clara, mas as datas mostram que sua construção pode ter sido em 2 000 a.C.
Um grande acontecimento na pré-história cambojana é a lenta introdução do cultivo de arroz na região norte do país, que se iniciou em torno de 23 000 a.C.. Os povos que disseminaram essa cultura do arroz provavelmente falavam um mom-quemer. O ferro começou a ser trabalhado em torno de 2 500 a.C. Grande parte das evidências arqueológicas que revelam a pré-história e história antiga no Camboja vem do planalto de Khorat, que atualmente é parte do território da Tailândia. No atual território do país, foram encontrados alguns assentamentos da Idade do Ferro em torno dos templos angkorianos, como Baksei Chamkrong, e alguns canais circulares — como Lovea — localizados a nordeste de Angkor. Sepultamentos, muito ricos, atestam a existência de fartura de alimentos e comércio (mesmo a longa distância: em 2 400 a.C. já existia comércio com a Índia), a existência de estruturas sociais e trabalho organizado na sociedade da época.

### História antiga

#### Reino de Funan
O Reino de Funan dominava grande parte do atual território cambojano, concentrando-se em torno do delta do rio Mecão. As poucas informações acerca do antigo reino são provenientes de textos históricos chineses, que basearam-se nos relatos de dois diplomatas do Reino de Wu Nanking que, juntos, peregrinaram por Funan em meados do século III. Entretanto, o nome "Funan" não é mencionado nos textos de origem cambojana, acreditando-se que estes tenham dado um outro nome ao antigo reino.

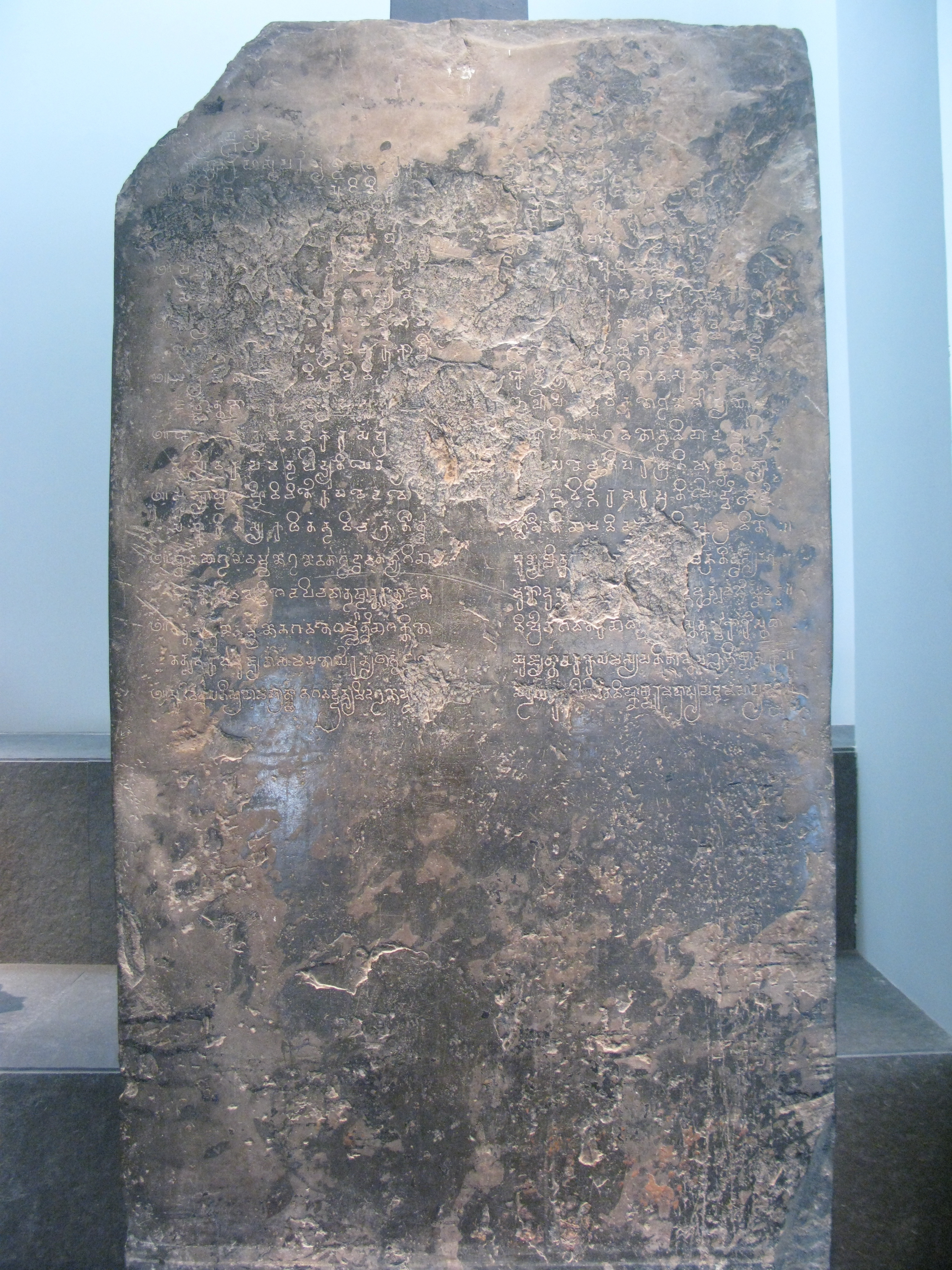
Esta estela encontrada no distrito de Thap Muoi, na província de Dong Thap, no Vietname, é um dos poucos escritos existentes que podem ser atribuídos ao Reino de Funan. O texto está em sânscrito, escrito em alfabeto Granta, da dinastia Palava, datado do século V, e conta a história de uma doação em honra de Víxenu por um príncipe da linhagem Gunavarmã Caundinia. Encontra-se no Museu da História, na Cidade de Ho Chi Minh (Vietnã)

Alguns estudiosos atuais têm especulado sobre a origem e o significado da palavra "Funan". Costuma-se dizer que o nome representa uma transcrição de algum idioma local para o chinês. O historiador francês Georges Coedes apresentou a teoria de que, ao usar a palavra Funan, antigos estudiosos chineses transcreveram uma palavra relacionada a "Vnam" (em quemer, significando "montanha"). No entanto, o epigrafista Claude Jacques ressaltou que essa explicação foi baseada em uma tradução da palavra sânscrita "parvatabùpála", nas inscrições antigas, equivalente a uma identificação do rei Bavavarmã I, visto como o conquistador de Funan. Também observa-se que o carácter chinês 南 é frequentemente usado em termos geográficos, podendo significar "do Sul", o que leva a acreditar, também, que os chineses usaram a palavra no sentido de nomear outros locais ou regiões do sudeste da Ásia. Assim sendo, Funan pode ser uma palavra originalmente chinesa que significa algo como "pacificada do Sul".
Assim como a origem do nome do reino, a natureza etnolinguística do povo é objeto de muita discussão entre os especialistas. As principais hipóteses são de que os funaneses eram em sua maioria mom-quemer, ou que eles eram em sua maioria austronésios, ou que eles constituíam uma sociedade multiétnica. De acordo com Michael Vickery, a evidência disponível não é conclusiva sobre esta questão. Embora a identificação da língua de Funan não seja possível, as evidências sugerem fortemente que a população era quemer. Os resultados arqueológicos demonstraram "uma verdadeira descontinuidade entre os pré-níveis angkorianos", indicando uma dominação linguística na área sob o controle de Funan.
Com base nos testemunhos dos historiadores chineses, acredita-se que o Reino de Funan tenha se estabelecido no século I, no delta do rio Mecão, apesar de pesquisas arqueológicas apresentarem que a extensa ocupação humana na região tenha sido datada até o século IV a.C. Embora considerado por autores chineses como uma única organização política unificada, alguns estudiosos modernos suspeitam de que Funan pode ter sido uma coleção de cidades-estados que, por vezes, guerrearam entre si e em outros momentos constituíam uma unidade política, como foi sugerido pelo historiador vietnamita Hà Văn Tấn. Escavações em Angkor Borei, no sul do Camboja, também deixa evidências de que Funan era uma sociedade complexa e sofisticada, com alta densidade populacional, tecnologia avançada — possuindo um porto na costa litorânea entre o Vietname e Camboja — e abastecido por um sistema de canais.
Na suposição de que Funan possuía uma única política unificada, os estudiosos avançaram vários argumentos linguísticos sobre a localização de sua "capital". Uma teoria, baseada na conexão presumida entre a palavra "Funan" e a palavra quemer "Phnom", sugere a capital do reino nas proximidades de Ba Phnoṃ, na província de Prey Veng. Outra teoria, proposta por George Coedes, é que a capital era uma cidade identificada em inscrições angkorianas como "Vyādhapura". Coedes baseou sua teoria em uma passagem nas histórias chinesas que identificam a capital como "Temu" (特 牧, pinyin: temu), atribuindo este nome a uma transcrição da palavra quemer "dalmāk", que ele traduziu como "caça". Esta teoria foi rejeitada por outros estudiosos, alegando que "dalmāk" significa "caçador", e não "caça". Embora haja discordância, os historiadores e estudiosos afirmam que a provável capital (ou capitais) do Reino de Funan estava localizada no sul do Camboja.

#### Reino Chenla
Chenla é, provavelmente, o primeiro Estado quemer a existir no período de cerca de 550 a 802, abrangendo além do atual Camboja, partes de províncias do sul do Vietnã moderno. O nome do reino, Chenla, é visto como uma designação chinesa para a região do Camboja após a queda de Funan, apesar de alguns estudiosos modernos usarem o nome para identificar o Estado quemer surgido no final do século VI e tendo permanecido até ao IX. Os reis da dinastia de Chenla se originaram a partir de figuras mitológicas, como Campu e Lây-Naga (filha do deus da água, uma jovem mulher que tornou-se sólida).
O reino esteve na condição de um estado vassalo de Funan por cerca de 60 anos (aproximadamente até 550). Por volta do século VI, Chenla conquistou o norte de Funan. Finalmente, no século VII (aproximadamente no período entre 612–628), este estado conquistou todo o Funan e sua população, absorvendo sua cultura. Em 613, Ixanapura tornou-se a primeira capital do novo império.
Para sua administração, Chenla foi dividida em dois estados: o do norte, referido como "Chenla da Terra", e o do sul, como "Chenla do Mar". Chenla da Terra abrangia a região central até à província do sul do Laos, onde hoje é Champassak. Já o sul, ou Chenla do Mar, ocupava o território ao longo do Delta do rio Mecão e o litoral. Em 715, o reino foi dividido novamente, desta vez em pequenos estados.

#### Império Quemer

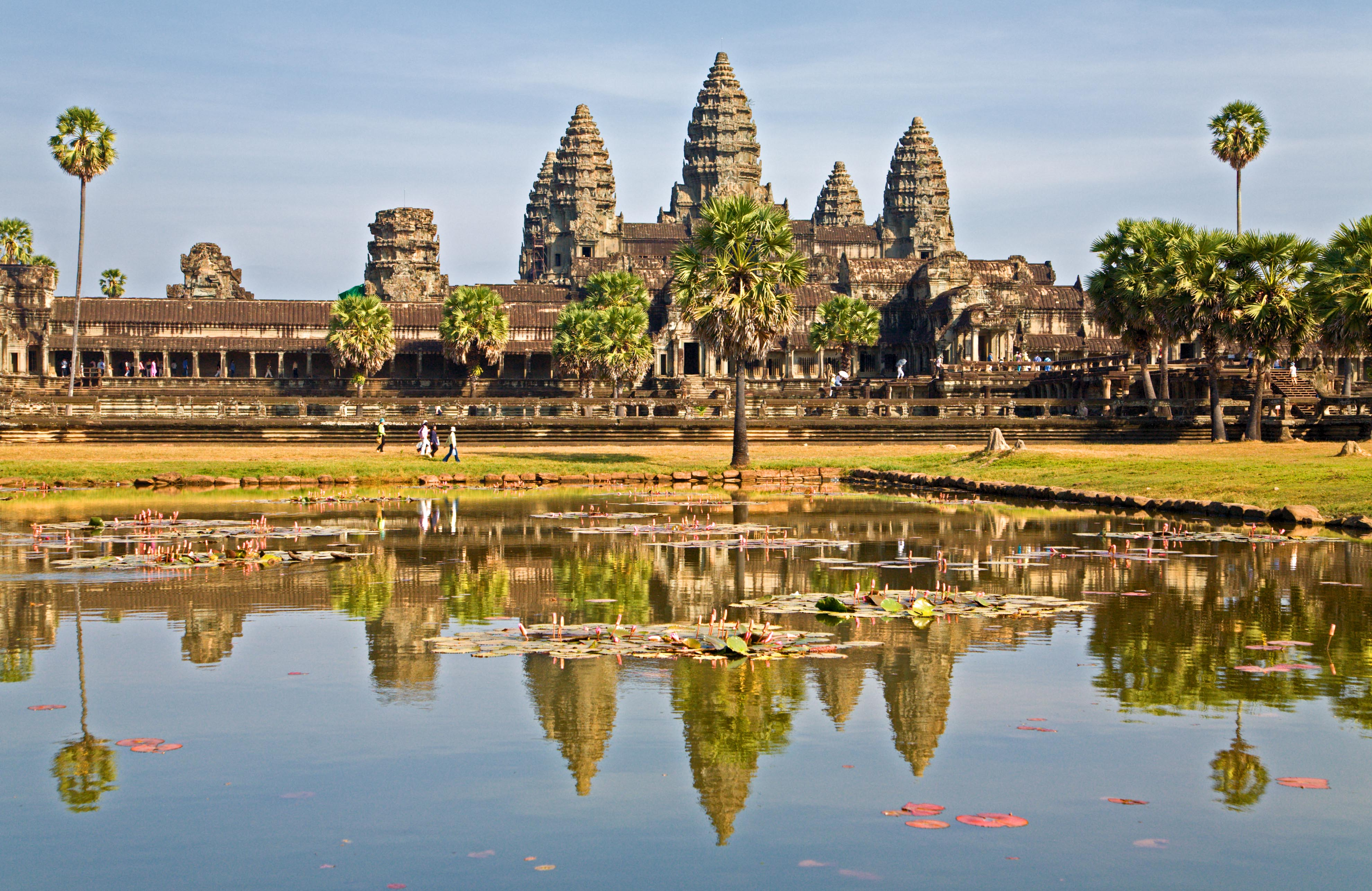
Angkor Wat, em Angkor, antiga capital do Império Quemer.

Durante os séculos III, IV e V, os estados indianizados de Funan e Chenla se uniram e tiveram domínio sobre o atual Camboja e sudoeste do Vietname. Esses estados são encarados por muitos estudiosos como sendo parte do quemer. O domínio substituiu o budismo mahayana pelo hinduísmo, no quesito religioso, que permaneceu como religião oficial durante toda a dominação de Funan e Chenla. Durante mais de 2 000 anos, o Camboja, assim como Myanmar, foi influenciado pela Índia e pela China, fazendo com que sua influência fosse para fora de seu atual território reduzido e passando esse conhecimento e cultura para outras civilizações do sudeste asiático, que correspondem hoje ao leste da Tailândia, sudoeste do Vietname e ao Laos. Em torno do século XIII, o budismo teravada foi reintroduzido no país por monges do Sri Lanka, que eram vistos como os homens mais respeitáveis dentro das comunidades e vilas que surgiam em torno dos templos. Isso resultou no crescimento e predominância do budismo teravada e a perda de influência do hinduísmo e budismo mahayana.
A partir desse período, o Império Quemer começou a declinar, mas manteve-se no poder até ao século XV. O centro do poder do império estava em Angkor, onde uma série de capitais foram construídas durante o auge do império. Calcula-se que somente o templo de Tah Prohm, um dos construídos pelo rei Suriavarmã II, foi servido por mais de 12 mil cortesãos, entre sacerdotes, dançarinas e engenheiros em seu auge, além dos exércitos do império, ou das legiões de agricultores que cultivavam o arroz. Ao longo de sua história, o Império Quemer travou batalhas contra os Chams (do sul do Vietname), bem como contra diferentes povos tailandeses.

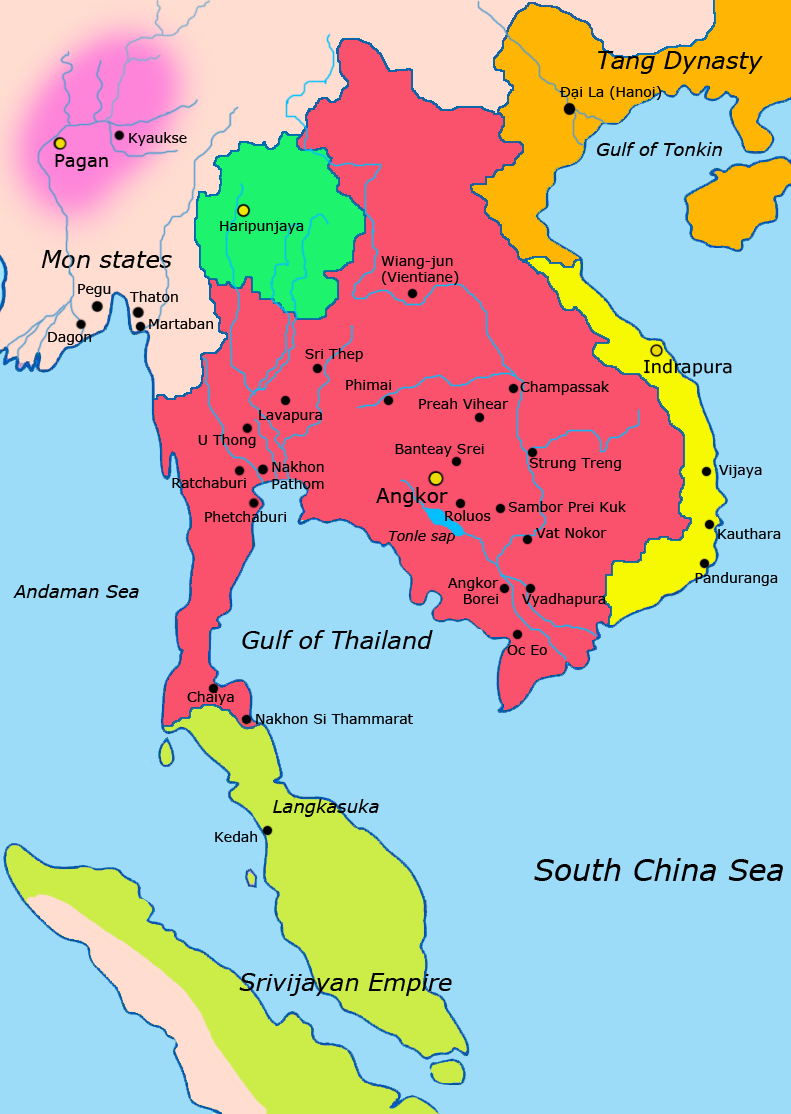
Mapa do Sudeste Asiático em torno de 900. O território do Império Quemer está em vermelho

Angkor poderia ter suportado uma população de até 1 milhão de habitantes à época, podendo ter sido a maior cidade do mundo até à Revolução Industrial, tendo em vista que Londres possuía população de aproximadamente 30 000 habitantes. Angkor Wat, o mais famoso e preservado templo religioso desse período, é um resquício de um passado cambojano com um grande e influente poder regional. O templo é hoje um dos maiores do gênero religioso no mundo, cuja construção se iniciou em 1140.
Trabalhos arqueológicos revelam que, ainda no século XIII, o sistema de água que favorecia Angkor estava sob forte tensão. Em meados de década de 1200, uma enchente destruiu parte das obras de terraplanagem do West Baray. Os engenheiros angkorianos, ao invés de repararem a violação, apenas retiraram os escombros de pedra que foram usados em outros projetos, danificando o sistema de irrigação. Após cerca de um século, Angkor enfrentou dois ciclos de décadas de secas extremas, presumivelmente entre 1362–1392 e 1415–1440. Neste período, a capital já havia perdido grande parte do controle de seu império, deixando-o vulnerável aos constantes ataques dos tailandeses. O período foi marcado por longas séries de guerras contra os reinos vizinhos. Angkor foi invadida e saqueada abruptamente pelos tailandeses por volta de 1430 e em 1431 foi abandonada pelo Império Quemer, devido à quebra de sua infraestrutura e desastres ecológicos.
A corte moveu a capital para Lovek, uma aglomeração mais ao sul, próxima da atual capital do país, Phnom Penh. Em Lovek, o reino passou a usufruir do comércio marítimo, devido à região estar localizada mais próxima da área costeira e estar geograficamente próxima ao lago Tonle Sap. Apesar da mudança da capital do império, os monges budistas continuaram a adorar no templo de Angkor Wat, embora os demais templos e edifícios do complexo de Angkor tenham sido abandonados e dominados pela vegetação local. As constantes guerras do império contra os tailandeses e vietnamitas se mantiveram, resultando na perda de mais território e na conquista de Lovek em 1594. Nos próximos três séculos seguintes, o Reino Quemer alternou entre ser um estado vassalo dos tailandeses e vietnamitas e curtos períodos de relativa independência dos mesmos.

### Indochina francesa

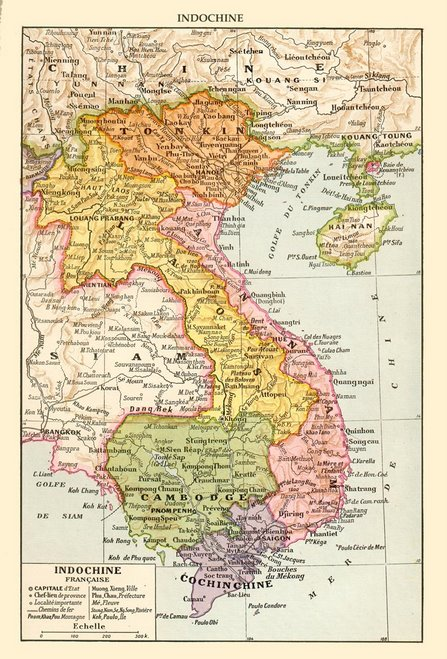
Mapa da Indochina Francesa em 1930

Em 1863, o rei Norodom, que havia sido colocado no poder pela Tailândia, pediu a proteção da França contra os tailandeses e vietnamitas, após a tensão entre esses reinos ter crescido. Em 1867, o rei tailandês assinou um tratado com a França renunciando sua soberania sobre o Camboja, em troca do controle das províncias de Battambang e Siem Reap, que passaram a pertencer oficialmente à Tailândia. Essas províncias voltaram a fazer parte do Camboja após um tratado entre a França e a Tailândia, em 1906.
O Camboja continuou como protetorado francês de 1863 a 1953, sendo administrado como parte da colônia da Indochina Francesa, menos durante a ocupação por parte do Império Japonês de 1941 a 1945, durante a Segunda Guerra Mundial. Após a morte do rei Norodom, em 1904, a França influenciou na escolha de quem deveria suceder no trono, e Sisowath, irmão de Norodom, foi colocado no trono cambojano. O trono ficou vago novamente em 1941 com a morte de Monivong, filho de Sisowath, e a França ignorou o herdeiro legítimo, Monireth, filho de Monivong, por acreditar que ele possuía ideais de independência. Ao invés disso, Norodom Sihanouk, na época com 18 anos, foi colocado no poder.

### Independência e Guerra do Vietnã
A França acreditava que também poderia influenciar nas ações e iniciativas do rei Norodom Sihanouk. Todavia, em 9 de novembro de 1953, sob seu reinado, o Camboja declarou a independência da França. Foi após a Segunda Guerra Mundial que o forte sentimento nacionalista, liderado pelo recém-surgido Partido Popular Revolucionário do Kampuchea (KPRP/PPRK), sob os auspícios do Vietname, levou a França a conceder a independência cambojana. Quando a Indochina Francesa concedeu a independência, o Camboja perdeu oficialmente o delta do Mecão, que passou para a soberania vietnamita. Na prática, a área já vinha sendo controlada pelo Vietname desde 1698, quando o rei Chey Chettha II permitiu que o país vizinho construísse assentamentos na área, que cada vez mais se tornava densamente populosa. Ainda sob o reinado de Sihanouk, o país tornou-se uma monarquia constitucional.

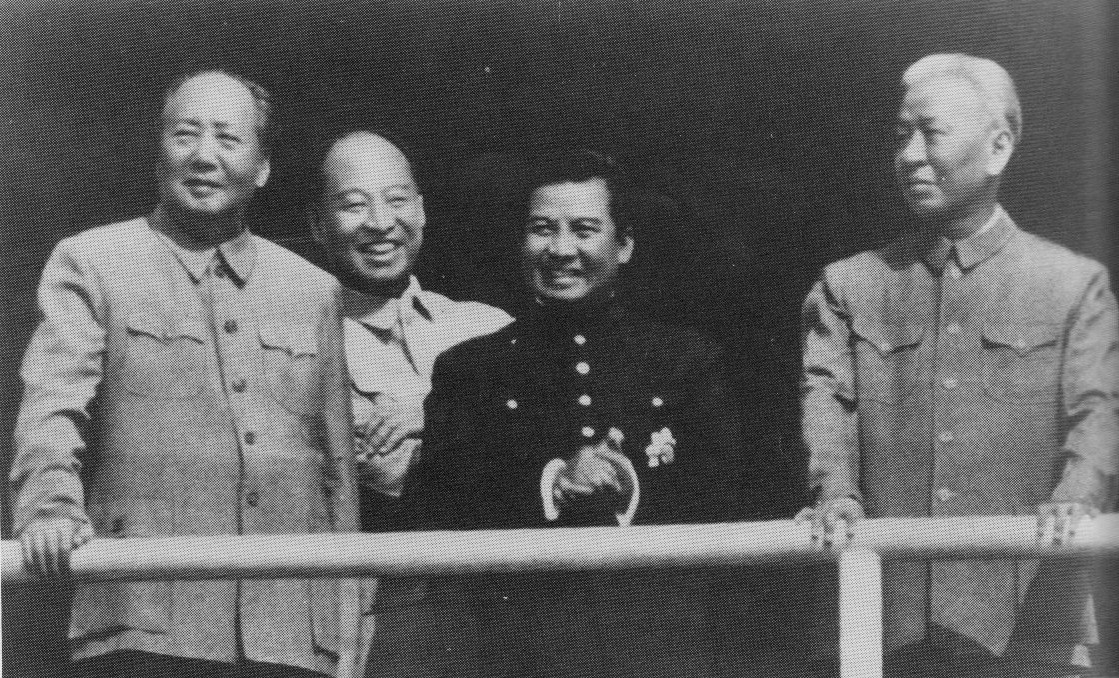
Norodom Sihanouk e Mao Zedong em 1956

Em 1955, Sihanouk abdicou em favor de seu pai, Norodom Suramarit, sendo eleito primeiro-ministro. Após a morte de seu pai em 1960, Sihanouk novamente assumiu o poder no país, com o título de príncipe. Enquanto isso, o país vizinho, Vietname, enfrentava a maior confrontação armada em que o país se havia visto envolvido: a Guerra do Vietnã. Inicialmente, o Camboja não foi afetado pelo conflito na nação vizinha, mas à medida que a Guerra do Vietnã avançava, Sihanouk adotou uma política oficial de neutralidade na Guerra Fria, embora ele tenha sido considerado simpático à causa comunista. Sihanouk permitiu que os comunistas vietnamitas usassem o Camboja como um santuário e uma rota de abastecimento de armas e outros auxílios para as suas forças armadas que lutavam no Vietnã do Sul. Esta política foi vista como humilhante por muitos cambojanos.
Em dezembro de 1967, em entrevista ao jornalista Stanley Karnow, do jornal norte-americano Washington Post, Sihanouk afirmou que, caso os Estados Unidos bombardeassem os santuários comunistas vietnamitas, ele não iria se opor, a menos que os cambojanos fossem mortos. A mesma mensagem foi transmitida ao emissário do presidente dos Estados Unidos, Johnson Chester Bowles, em janeiro de 1968. Os membros do governo e do exército tornaram-se ressentidos com a personalidade dominante de Sihanouk, bem como sua inclinação para os Estados Unidos.

### República Quemer
Ao visitar Pequim em 1970, Sihanouk foi deposto por um golpe militar liderado pelo primeiro-ministro General Lon Nol e o príncipe Sisowath Sirik Matak. O apoio dos Estados Unidos para o golpe ainda não foi provado. No entanto, uma vez que o golpe foi concluído, o novo regime, que imediatamente exigiu que os comunistas vietnamitas deixassem o Camboja, ganhou o apoio político dos Estados Unidos. Sihanouk se estabeleceu em Pequim, na China, onde foi forçado a adaptar-se aos comunistas chineses. As forças norte-vietnamitas e os vietcongues, desejando manter seus santuários e linhas de abastecimento do Vietnã do Norte, lançaram imediatamente ataques armados contra o novo governo. Sihanouk pediu a seus seguidores para ajudarem a derrubar o golpe militar, apressando a eclosão da Guerra Civil cambojana. Logo, rebeldes do Quemer Vermelho começaram a ganhar apoio. No entanto, de 1970 até ao início de 1972, o conflito cambojano foi, em grande parte, entre o governo e o exército do Camboja e as forças armadas do Vietnã do Norte. Como o novo regime político recuperou o controle do território cambojano, os comunistas vietnamitas impuseram uma nova infraestrutura política, que acabou por ser dominada pelos comunistas cambojanos, referidos agora como o Quemer Vermelho. Entre 1969 e 1973, forças da República do Vietnã e dos Estados Unidos bombardearam o Camboja, em um esforço para interromper os vietcongues e o Quemer Vermelho.
Documentos descobertos a partir dos arquivos soviéticos, depois de 1991, revelam que a tentativa norte-vietnamita de invadir o Camboja em 1970 foi lançada a pedido explícito do Quemer Vermelho e negociado por Pol Pot, e em seguida, por Nuon Chea.
Entre 1969 e 1973, os rebeldes bombardearam os aviões sul-vietnamitas e norte-americanos, em um esforço para combater o Vietcongue e o Quemer Vermelho. Dois milhões de cambojanos foram feitos refugiados pela guerra e fugiram para Phnom Penh. As estimativas do número de cambojanos mortos durante estes bombardeios varia, assim como o ponto de vista dos efeitos do bombardeio. A Sétima Força Aérea americana argumentou que o bombardeio impediu a queda de Phnom Penh em 1973, matando 16 000 dos 25 500 combatentes do Quemer Vermelho sitiando a cidade. Outros têm argumentado que o bombardeio levou os camponeses a aderir ao Quemer Vermelho. Argumenta-se ainda que o Quemer Vermelho "teria vencido de qualquer maneira", mesmo sem a intervenção americana para ajudar a recrutar, mas que os Estados Unidos teriam tido um papel importante por detrás da principal causa do sucesso do Quemer Vermelho.

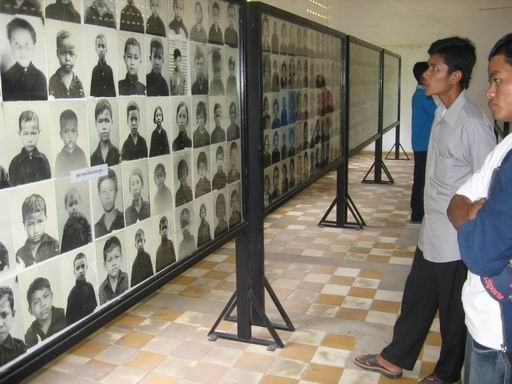
Interior do Museu Tuol Sleng, com fotos de algumas das vítimas do genocídio

Com o fim da guerra, um relatório americano afirma que o país enfrentou a fome em 1975, 75% de todos os animais foram mortos e a replantagem para a próxima safra fora feita com o trabalho árduo de pessoas gravemente desnutridas.
O Quemer Vermelho chegou a Phnom Penh e tomou o poder em 1975, sendo um regime, liderado por Pol Pot, mudando o nome oficial do país para Kampuchea Democrático, e foi fortemente influenciado e apoiado pela China. Eles imediatamente enviaram toda a população em marchas forçadas para projetos de trabalho rural, tentando reconstruir a agricultura do país no modelo do século XI, descartaram a medicina ocidental e destruíram templos, bibliotecas, e todas aquelas expressões vistas como influências ocidentais. Entre um e dois milhões de cambojanos, de uma população de 8 milhões, morreram executados, por excesso de trabalho, fome e doença. As estimativas do número de mortos varia, mas a maioria das fontes dão um número entre 1,7 e 2 milhões.
Esta época deu origem ao termo "Killing Fields" ("Campos de Matança") e a prisão de Tuol Sleng se tornou famosa por seu assassinato em massa. Centenas de milhares de pessoas fugiram pela fronteira para a vizinha Tailândia. O regime afetou minorias étnicas como os Cham, que foram massacrados e mais que a metade da população da etnia foram mortos. No final da década de 1960, uma estimativa de 425 mil pessoas de etnia chinesa viviam no Camboja, mas em 1984, devido ao genocídio promovido pelo Quemer Vermelho e a emigração, apenas cerca de 61 400 chineses viviam no país. Profissionais como médicos, advogados e professores, também foram afetados, já que eram vistos como um sinal forte de intelectualismo.

### Ocupação vietnamita e transição
Em novembro de 1978, tropas vietnamitas invadiram o Camboja em resposta a incursões fronteiriças iniciadas pelo Quemer Vermelho. Os cambojanos que viviam em área fronteiriça passaram a ser perseguidos pelo Quemer Vermelho, com os vietnamitas também sofrendo esta perseguição. A República Popular do Kampuchea, um governo pró-soviético liderado pela Frente Unida para a Salvação Nacional do Kampuchea (FUNSK), um grupo de esquerdistas cambojanos que estavam insatisfeitos com o Quemer Vermelho, foi criada.
Em 1981, três anos depois que o Vietnã invadiu o país, o poder no Camboja encontrava-se indiretamente dividido entre três facções, que as Nações Unidas eufemisticamente se referiam como "Governo de Coligação do Kampuchea Democrático". Estas facções consistiam no Quemer Vermelho, na facção liderada pelo monarquista Sihanouk, e a Frente Nacional de Libertação do Povo do Quemer. A recusa do Vietnã em se retirar do Camboja levou a sanções econômicas ao país por parte dos Estados Unidos e nações aliadas.
Na década de 1980, o Quemer Vermelho, com seus integrantes espalhados pela Tailândia, Estados Unidos e Reino Unido continuou a controlar grandes partes do país e atacou territórios que não dominava. Estes ataques, juntamente com o total de sanções econômicas a partir dos Estados Unidos e seus aliados, fez a reconstrução do país ser praticamente impossível e deixou-o na miséria. Os esforços de paz começaram em Paris em 1989, resultando, em outubro de 1991, em um acordo de paz abrangente. A Organização das Nações Unidas (ONU) impôs um cessar-fogo e passou a lidar com os refugiados e com o desarmamento.

### Restauração da monarquia

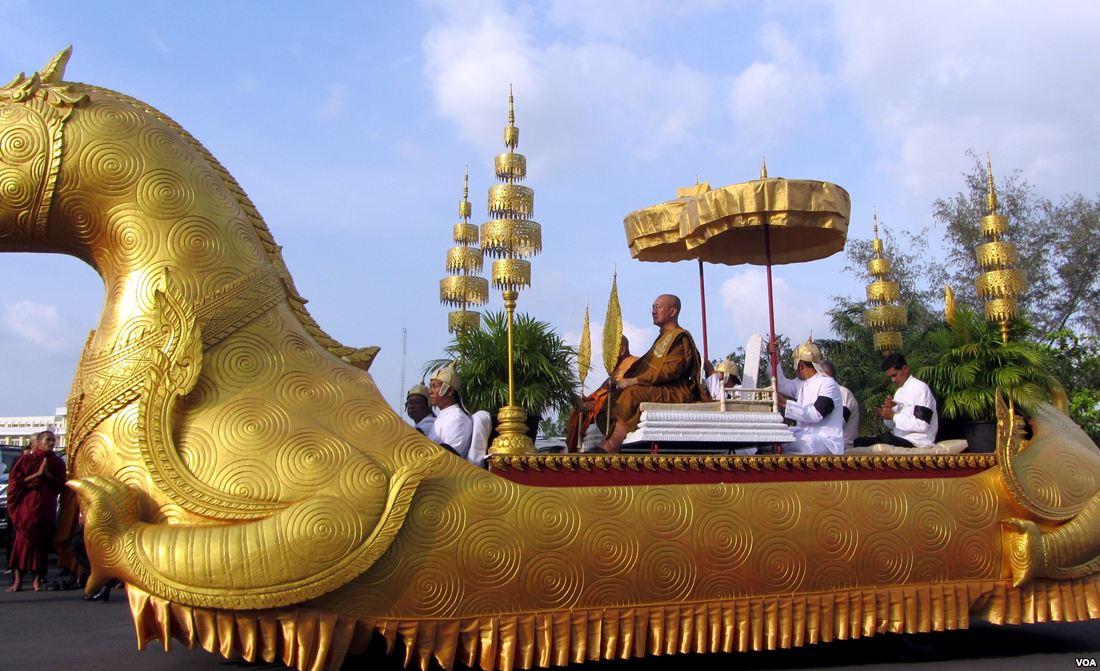
Cortejo fúnebre do rei Norodom Sihanouk

Nos últimos anos, os esforços de reconstrução evoluíram e levaram a estabilidade política na forma de uma democracia multipartidária e uma monarquia constitucional. Norodom Sihanouk foi restaurado como Rei do Camboja em 1993, e abdicou em 2004 em favor de um de seus filhos, Norodom Sihamoni, escolhido como o novo rei.
A estabilidade após o conflito foi brevemente abalada em 1997, quando surgiram confrontos entre apoiantes da Funcinpec e do Príncipe Norodom Ranariddh de um lado, e o primeiro-ministro Hun Sen, do outro lado. Hun Sen chamou os confrontos de "uma tentativa de golpe" e Ranariddh foi expulso do país. Entretanto, Ranariddh foi perdoado pelo rei Norodom Sihamoni em 2008 e voltou do exílio.
Em julho de 2010, Kang Kek Iew foi o primeiro membro do Quemer Vermelho considerado culpado de crimes de guerra e crimes contra a humanidade em seu papel como o ex-comandante do campo de extermínio S21, tendo sido condenado à prisão perpétua. Pol Pot, líder do grupo, morreu de causas naturais em 1998.

## Geografia

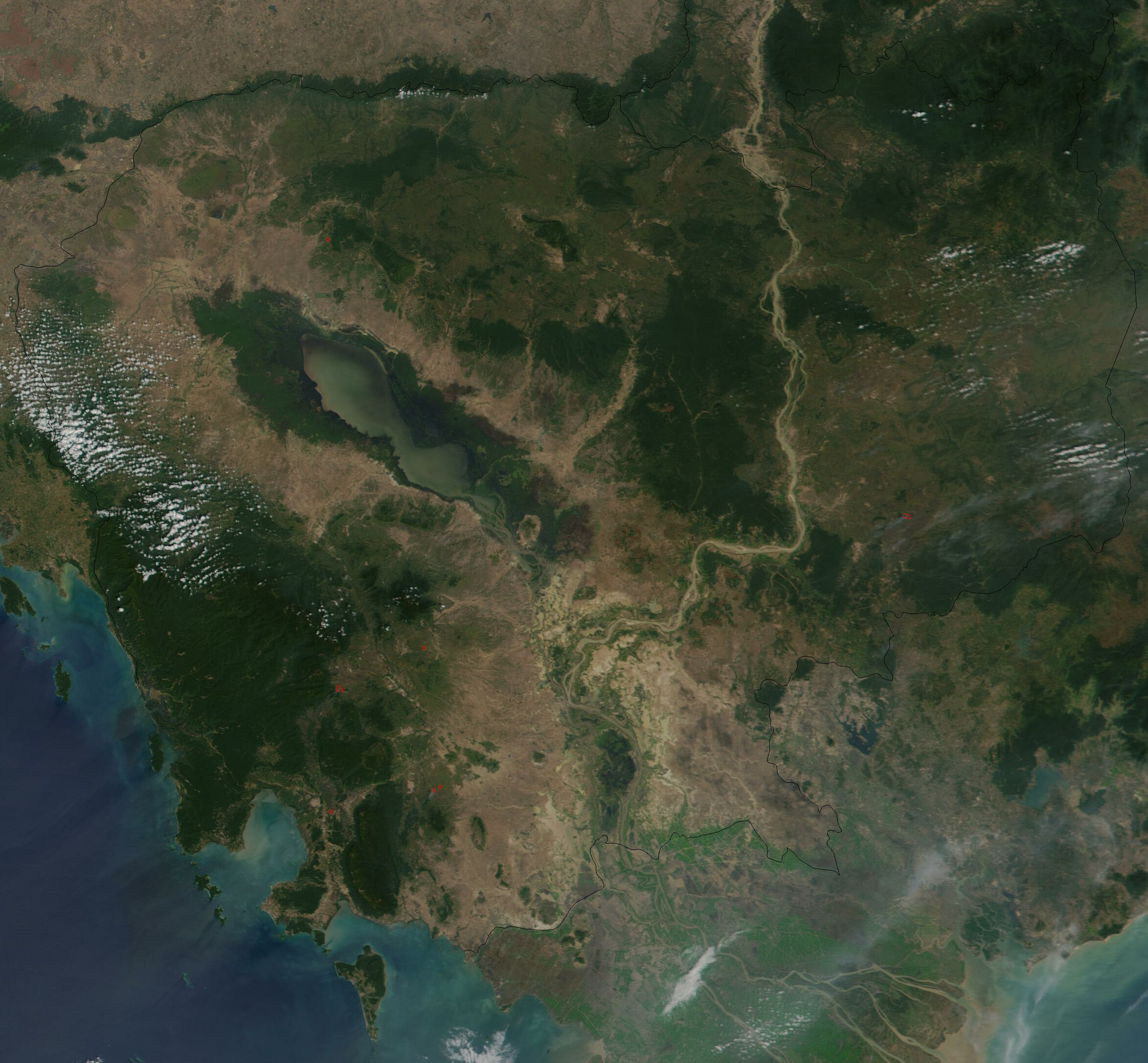
Imagem de satélite do país

O Camboja está localizado na Ásia, precisamente no Sudeste asiático. Está situado na fértil bacia do rio Mecão e sua superfície territorial é de 181 035 km², sendo o 87.º maior país do mundo. Compartilha fronteiras terrestres com a Tailândia ao oeste e norte (cerca de 803 km), com o Laos ao nordeste (541 km de fronteira) e com o Vietnã ao leste e sudeste, possuindo 1 228 km de fronteira com este. Possui ainda 443 km de costa marítima no golfo da Tailândia.
A principal característica topográfica do país é a planície lacustre formada pelas inundações do Tonle Sap (Grande Lago), que tem cerca de 2 600 km² de superfície durante a estação seca e 10 400 km² na estação das chuvas. Esta planície densamente povoada, dedicada ao cultivo de arroz, constitui a parte central do Camboja. A maior parte do país (cerca de 75%) está situada a menos de 100 m de altitude, sendo as três únicas exceções as montanhas Cardamon, com 1 771 m em sentido norte-sul, os montes Dângrêk, com uma altura média de 500 m acima do nível do mar, estendendo-se ao longo da fronteira norte com a Tailândia, e o Phnum Aoral, o ponto mais alto do Camboja com 1 813 m de altitude.
Os recursos minerais no país são mínimos, mas destacam-se os fosfatos e pedras preciosas. O Camboja dispõe de enorme potencial hidroelétrico, sendo que este desenvolvimento foi obstruído pelos conflitos indochineses e pela guerra civil enfrentada pelo país. Explora-se também madeira, manganês e ferro.
A vegetação tropical é dominante em todo o território do Camboja que, por sua vez, está dividido em três zonas de vegetação. Floresta tropical predomina na parte ocidental e sul-ocidental, assim como em uma pequena parte da província de Mondol Kiri, predomina floresta tropical. Nesta região do país, são predominantes espécies de árvores das famílias Meliaceae, Verbenaceae, Fabaceae, Combretaceae e Dipterocarpaceae. Também compõem a vegetação do país, planícies e áreas de terra baixa muito férteis, comumente usadas como campos de arroz e plantações de tabaco e milho. A costa litorânea é repleta de florestas de mangue, e ao longo dos rios é possível encontrar a flor-de-lótus sagrada do budismo.

### Clima

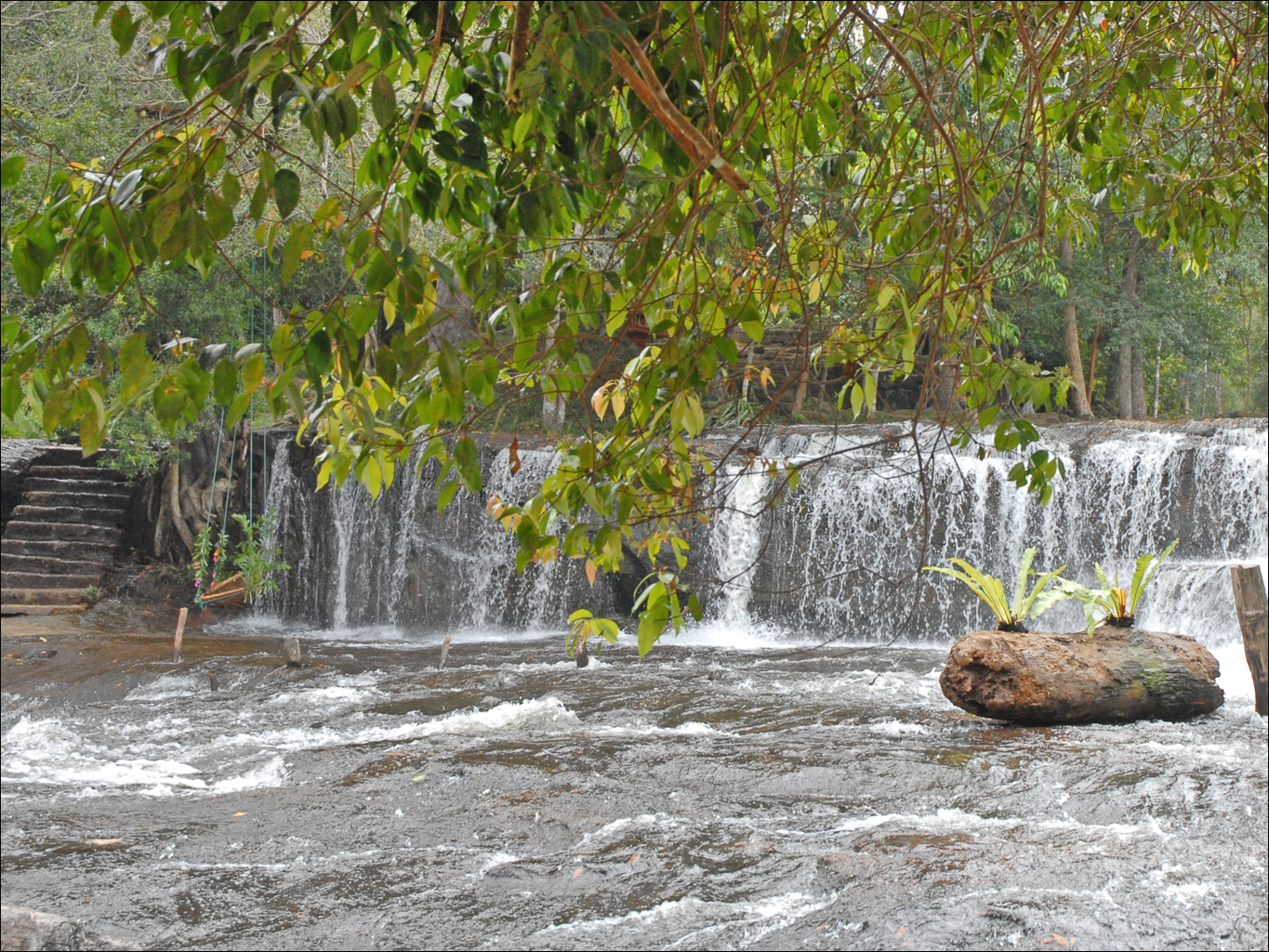
Cachoeira na montanha Phnom Kulen, província de Siem Reap

O clima predominante no Camboja é o tropical, regido através dos ventos de monção, responsáveis por definir as duas principais temporadas. De meados de maio a início de outubro, os fortes ventos da monção sudoeste causam fortes chuvas e alta umidade no território. A partir do início de novembro a meados de abril, os ventos tornam-se mais leves e o clima mais seco, com nebulosidade variável, precipitação pouco frequente e menor umidade. As temperaturas são elevadas durante todo o ano, variando entre cerca de 28 °C e 35 °C. A precipitação anual varia consideravelmente em todo o país, com mais de 5 000 mm nas encostas dos planaltos do sudoeste, a cerca de 1 270 mm e 1 400 mm na região central de várzea. Três quartos da precipitação anual ocorrem durante os meses da monção sudoeste.

### Hidrografia
Os dois principais rios, Tonle Sap e rio Mecão, têm afetado os padrões de vida da população no Camboja em toda a história. Entre as bacias hidrográficas do mundo, só a Amazônia possui uma maior diversidade de plantas e animais.

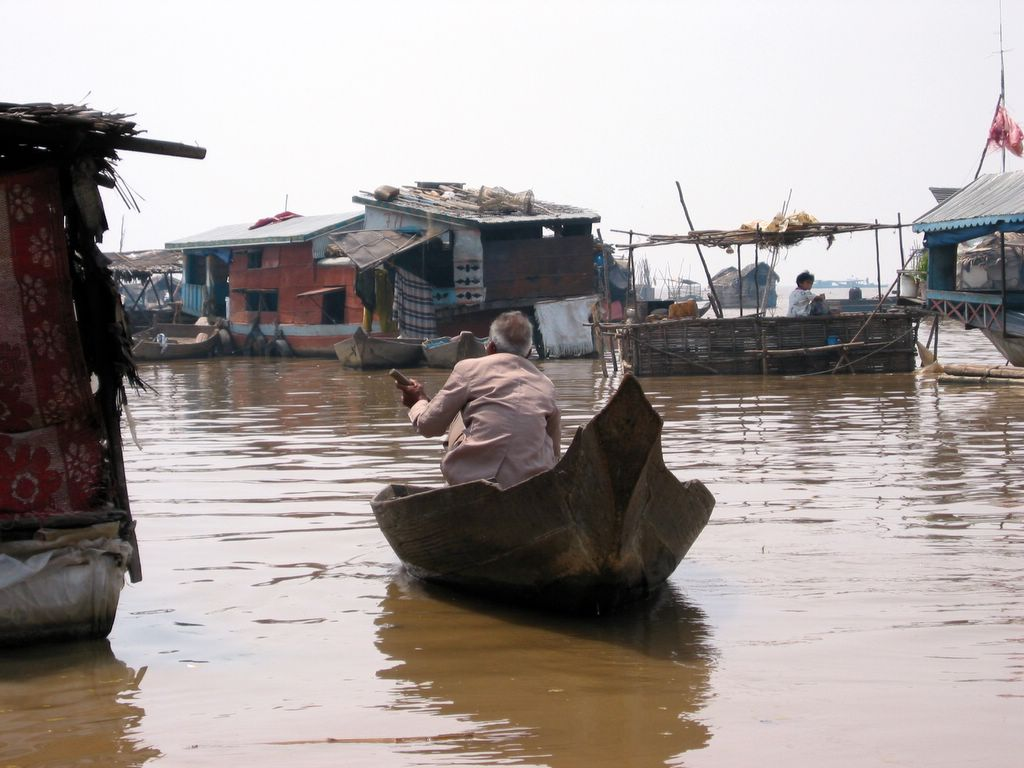
Rio e lago Tonle Sap

O rio Mecão é um dos maiores rios da Ásia, com seus 4 184 km, e o 12.º maior rio do mundo. Um de seus afluentes, o rio Tonle Sap, é responsável por ligá-lo ao grande lago no centro do Camboja, que também é chamado de Tonle Sap. O fluxo de água no Mecão durante a estação seca é de 15 000 m³ por segundo, enquanto no resto do ano, pode chegar até a 60 000 m³ por segundo em Phnom Penh. O nível do rio pode variar em até 12 m, causando inundações em toda a bacia.
Quando ocorre o derretimento do Himalaia, além de monção de chuvas, aumenta a quantidade de água no rio Mecão, que assim deixa de transportar toda a água para fora do mar do Sul da China e a leva, por sua vez, em direção ao lago Tonle Sap, enchendo-o. Portanto, a área de superfície do lago varia entre 2 700 km² a 16 000 km². Na primavera, o rio corre de volta para o Mecão em Phnom Penh. Isso torna a vegetação local muito bem adaptada para a produção de arroz.
Os rios têm sérios problemas por parte da poluição causada por resíduos de lixo, como plásticos, e principalmente, com os pesticidas usados em plantações de arroz ao redor deste, além do combustível em barcos antigos ainda em uso. Ao longo das margens do lago Tonle Sap, há sessenta assentamentos com algumas casas sobre palafitas e alguns flutuantes, com a existência de aldeias, templos, mesquitas, lojas e restaurantes. No auge do Império Quemer, o lago Tonle Sap era a base para a indústria em Angkor, a antiga capital do reino, fornecendo à cidade água para irrigação e alimentos, como o pescado.

### Ecologia
O Camboja é um dos países de maior biodiversidade no sudeste da Ásia. Suas florestas servem como habitat de muitas espécies ameaçadas, algumas das quais já desapareceram em outros países vizinhos. O crocodilo-siamês, elefante-asiático e o tigre sobrevivem em refúgios florestais exuberantes, espalhados por todo o país. Aves, incluindo faisões e patos-selvagens, além de mamíferos, bois-selvagens, panteras e ursos são abundantes em todo o país. Peixes, espécies de cobras e insetos também estão presentes em abundância. São encontradas, ainda, uma grande variedade de plantas e outros animais. Existem 212 espécies de mamíferos, 536 espécies de aves, 240 espécies de répteis, 850 espécies de peixes de água doce e 435 espécies de peixes marinhos. Grande parte dessa biodiversidade está contida no lago Tonle Sap e em sua biosfera circundante. A reserva da biosfera de Tonle Sap engloba o lago de mesmo nome e abrange nove províncias: Kampong Thom, Siem Reap, Battambang, Pursat, Kampong Chhnang, Banteay Meanchey, Pailin, Oddar Meanchey e Preah Vihear. Em 1997, a reserva foi categorizada como uma reserva da biosfera pela UNESCO. Outros importantes ecossistemas incluem as florestas secas nas províncias de Mondul Kiri e Ratanakiri, as montanhas Cardamom, os parques nacionais Preah Monivong (também chamado de Bokor) e Botum Sakor, o Phnum Aoral — ponto mais elevado no país — e o santuário Phnom Samkos.
O kouprei, um animal praticamente restrito à fauna do país, está criticamente ameaçado e possivelmente já extinto. Outros animais presentes na ecologia e que estão ameaçados de extinção são o rinoceronte-de-java, gato-marmorado, búfalo-asiático e o urso-malaio. Há cerca de 150 tigres vivendo em áreas de proteção ambiental no país. A palmyrapalmu é tida como a árvore nacional do Camboja.

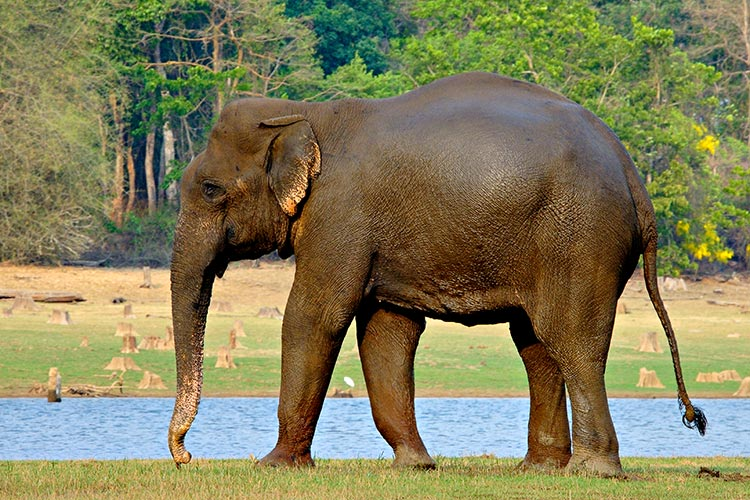
Elefante-asiático

O World Wide Fund for Nature reconhece seis ecorregiões distintas terrestres no Camboja — as montanhas Cardamom, a Floresta Seca Central da Indochina, a Floresta do Sudeste da Indochina, as montanhas Annamites e floresta tropical do sul, o pântano de Tonle Sap e a floresta de Tonle Sap-Mekong. No Camboja, há 7 parques nacionais e outras 16 reservas naturais. Os maiores parques nacionais são o Parque Nacional Viracheyn, ao norte do país, próximo à fronteira com a província tailandesa de Ubon Ratchathani; o Parque Nacional de Botum Sakor, no litoral sul; e o Parque Nacional Preah Monivong, também no sul. Na década de 1990 a área florestal diminuiu 1 400 km² por ano. Entre 2000 e 2005, a destruição da floresta aumentou 75%. As maiores ameaças para as áreas de proteção ambiental no país são a extração ilegal de madeira, o crescimento da população e a reconstrução do país após a guerra civil, que exerce forte poder sobre o crescimento econômico. O país passou por uma das maiores taxas de desmatamento do mundo. Entre 1969 e 2007, a desflorestação da selva do Camboja caiu de 70% para apenas 3,1%. No total, o Camboja perdeu 25 000 km² de floresta entre 1990 e 2005, sendo que destes, 3 340 km² eram mata virgem. Em 2007, havia menos de 3 220 km² de florestas virgens no país, apresentando a ameaça à sustentabilidade ambiental do Camboja.

## Demografia

Grupos étnicos do Camboja

Em 2013, o Camboja tinha uma população de cerca de 15,2 milhões de habitantes, registrando um aumento populacional de 1,705 por cento ao ano, maior que as taxas de crescimento da Tailândia, Coreia do Sul, Filipinas e Brasil. O Camboja é etnicamente muito homogêneo: cerca de 90% da população é quemer, falante da língua quemer. Apesar disso, há muitas minorias étnicas no país, como os chineses, vietnamitas, cham, mnong e paong. Quase a metade da população tem idade inferior a 15 anos. Pouco mais de 20% vive em áreas urbanas, e a grande maioria da população vive em pequenas vilas na zona rural. A capital do país, Phnom Penh, possui cerca de 1,5 milhão de habitantes e é a cidade mais populosa da nação.
A guerra civil e o genocídio cambojano afetaram significativamente a demografia do Camboja. Quase 50% da população tem menos de 22 anos de idade. Há cerca de 1,04 mulher para cada homem, a maior taxa entre os países do Grande Mecão. Entre a população com mais de 65 anos, o número de mulheres é 1,61% maior que o de homens.
Cerca de 23 línguas são faladas no Camboja. A língua quemer, única oficial no país, pertence ao grupo linguístico mom-quemer e é escrito no alfabeto próprio. As línguas estrangeiras mais comuns são o francês, inglês e o vietnamita, sendo que o francês é ensinado nas escolas e em algumas universidades. Nos últimos anos, o ensino do idioma inglês também tornou-se muito acentuado na educação do país.

### Composição étnica
O reino é, etnicamente, muito homogêneo. A maioria dos cambojanos pertencem à etnia quemer. Segundo publicações da CIA (The World Factbook), os Quemeres correspondem a 90% do total da população, seguido dos vietnamitas, com 5% de representação. Esse percentual faz do Camboja o país etnicamente mais homogêneo no Sudeste Asiático. Entre as minorias étnicas encontradas no país, destacam-se os han (sobretudo chineses) e os cham, concentrados principalmente na fronteira norte do país, com o Laos, na província de Kampong Cham e ao longo do rio Mecão, ao norte da capital nacional. Os Cham são descendentes de povos do antigo reino de Champa, que habitaram a região de Annam (hoje no Vietname), e adotaram o islamismo malaio como religião. O povo cham, assim como os han e outras minorias étnicas, foram severamente perseguidos no regime do Quemer Vermelho.

### Religiões

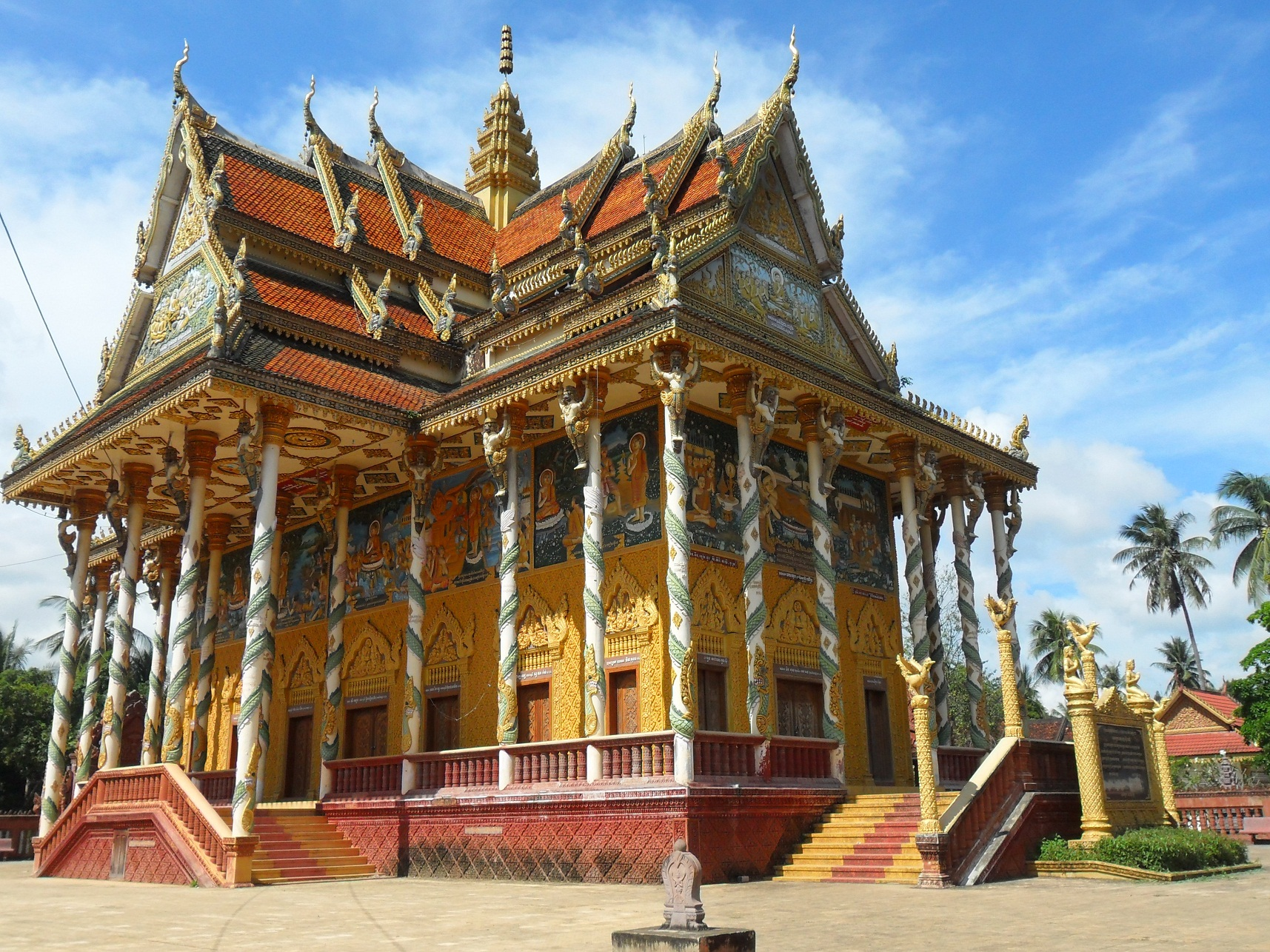
Templo budista em Battambang. O budismo é a religião oficial do país, de acordo com a Constituição cambojana.

O Camboja tem o budismo como religião oficial, conforme determinado por sua Constituição. Mais de 96% da população é budista, tendo a tradição Teravada sido praticada de maneira generalizada em todas as províncias, possuindo cerca de 4 392 templos monásticos em todo o país. A grande maioria dos étnicos Quemeres são budistas, e há associações entre o budismo, tradições culturais e a vida cotidiana. A adesão à religião budista é geralmente considerada intrínseca à identidade étnica e cultural do país. Durante o período de regime político do Quemer Vermelho, na década de 1970, a religião foi duramente reprimida no Camboja, tendo experimentado um renascimento após o fim do período de ditadura.
O islamismo é a religião de grande parte das minorias religiosas que vivem no reino. Os muçulmanos representam cerca de 2,1% do total da população religiosa no país, sendo que estes são, em sua maioria, sunitas. Os cristãos somam 1% dos religiosos, sendo que os católicos formam o maior grupo entre estes, seguido pelos protestantes. Há aproximadamente 20 000 católicos no Camboja, o que representa 0,15% da população total. Outras denominações cristãs com presença no país incluem os batistas, metodistas, testemunhas de Jeová e A Igreja de Jesus Cristo dos Santos dos Últimos Dias.

## Governo e política

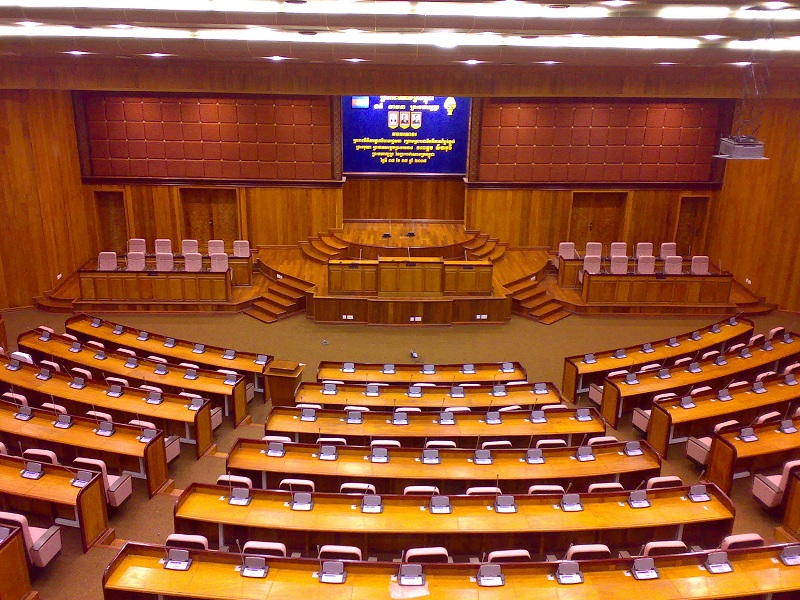
Interior da Assembleia Nacional do Camboja

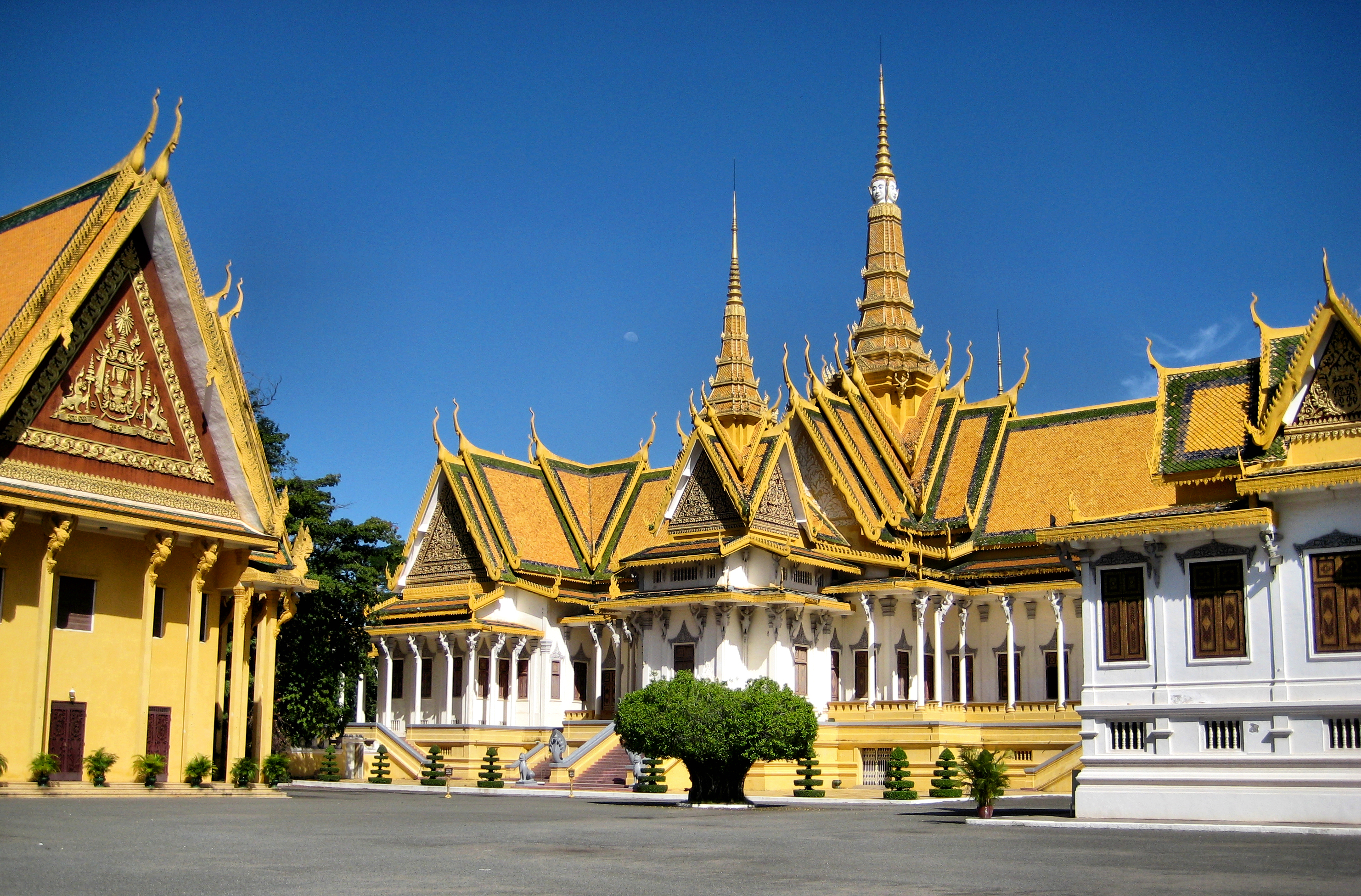
Palácio Real de Phnom Penh

O Camboja é uma monarquia constitucional, liderada pelo primeiro-ministro e tendo o rei como chefe de Estado. O atual rei é Norodom Sihamoni, que subiu ao trono em 2004, após seu pai, Norodom Sihanouk ter abdicado. A monarquia constitucional foi restaurada no país em setembro de 1993, após a Assembleia Nacional do Camboja votar pela restauração do regime político, em uma eleição sob administração da ONU. A Constituição garante um sistema multipartidário. Os maiores partidos políticos são o Partido Popular do Camboja (também chamado Partido do Povo Cambojano — CPP), o monarquista Funcinpec; o partido de oposição liberal Sam Rainsy (SRP), o Partido dos Direitos Humanos, o Partido Democrático e o Partido Budista Liberal Democrático. Segundo a Transparência Internacional, o Camboja é classificado como o país mais corrupto do Sudeste asiático (empatado com Myanmar).
O poder legislativo é representado pelo Senado e pela Assembleia Nacional. O Senado é composto por 58 membros representantes, sendo 123 membros na Assembleia Nacional. As duas organizações representativas nomeiam, cada uma, dois membros que compõem a Conselho Real, sendo os outros 57 conselheiros eleitos popularmente, para um mandato de cinco anos. O primeiro-ministro também é nomeado pela Assembleia Nacional, através de uma eleição. Cabe ao primeiro-ministro a indicação e seleção de outros ministros para o governo, que devem ser nomeados pelo rei.
O poder judiciário é composto pelo Supremo Tribunal Federal, os tribunais de primeira instância e pelo Tribunal Especial, que trata dos feitos e crimes graves cometidos pelo regime do Quemer Vermelho.

### Símbolos oficiais
A bandeira do Camboja foi adotada oficialmente em 23 de setembro de 1993, após o restabelecimento da monarquia no país. A bandeira possui três listras horizontais, tendo a central (de cor vermelha) o dobro da largura das outras duas faixas (de cor azul). No meio da faixa vermelha está representada a entrada do templo de Angkor Wat.
O brasão de armas cambojano é o símbolo da monarquia cambojana. Tem existido, de alguma forma estreita, um retratamento desde o estabelecimento do Reino do Camboja, independente em 1953. É o símbolo que está patente no estandarte real do monarca reinante do Camboja, Norodom Sihamoni (ascendeu em 2004).
Nokoreach ("O Reino") é o hino nacional do país. Com letra de Chuon Nat, foi adotado em 1941 e confirmado em 1947. Todavia, foi só em 1976 que passou a vigorar, quando o Quemer Vermelho se retirou.

### Forças armadas

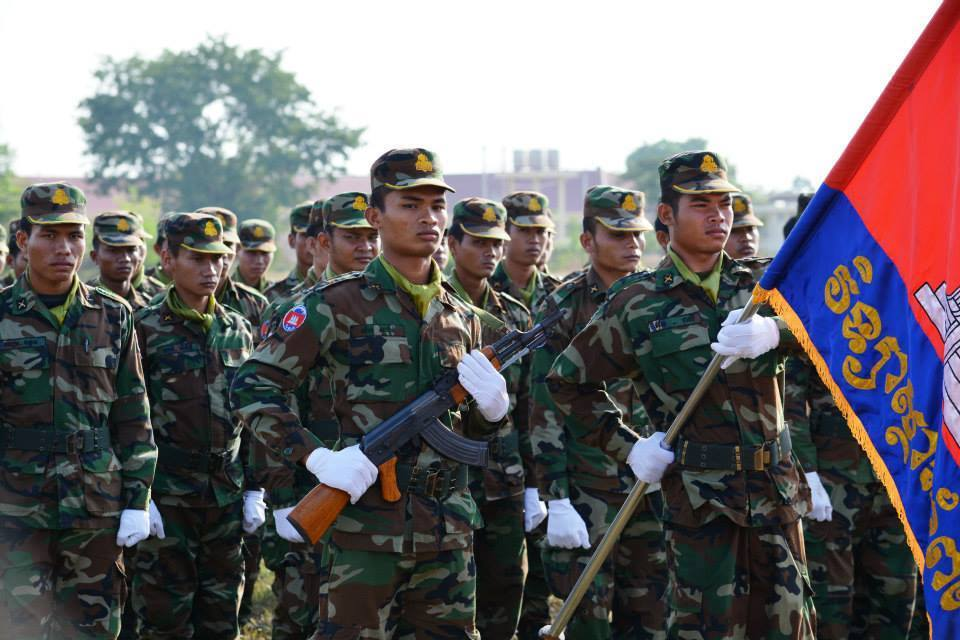
Militares do exército cambojano marchando.

As Forças Armadas do Camboja consistem no Exército, Força Aérea e Marinha. Conforme a lei de 2006, que trata da questão, os homens entre 18 e 30 anos de idade são encarregados de prestar o serviço militar, sendo necessários 18 meses para tal ocupação. As Forças Armadas do Camboja correspondem a cerca de 300 mil pessoas, o que representa um aumento no número de militares, já que em 1998 esse efetivo era de 139 mil. Também em 1998, foram gastos US$ 149 milhões em defesa militar no país. A despesa militar total do Camboja foi de 1,54% do Produto Interno Bruto (PIB) nacional em 2012.
O Exército Real do Camboja, a Marinha Real, a Força Aérea Real e a Real Gendarmerie coletivamente formam as Forças Armadas Reais do Camboja, sob o comando do Ministério da Defesa Nacional, presidida pelo primeiro-ministro do Camboja. O Rei Norodom Sihamoni é o Comandante Supremo das Forças Armadas Reais do Camboja (RCAF), e o primeiro-ministro do país, Hun Sen, efetivamente ocupa o cargo de comandante-chefe. Entre os deveres civis da Força Real do Camboja, estão o fornecimento de segurança e paz pública, a investigação e prevenção do crime organizado, do terrorismo e outros grupos violentos e a proteção do Estado e da propriedade privada. Também é atribuída às Forças Armadas do Camboja, a ajuda aos civis e outras forças de emergência, em caso de emergências como catástrofes naturais, conflitos civis e conflitos armados.

### Política externa

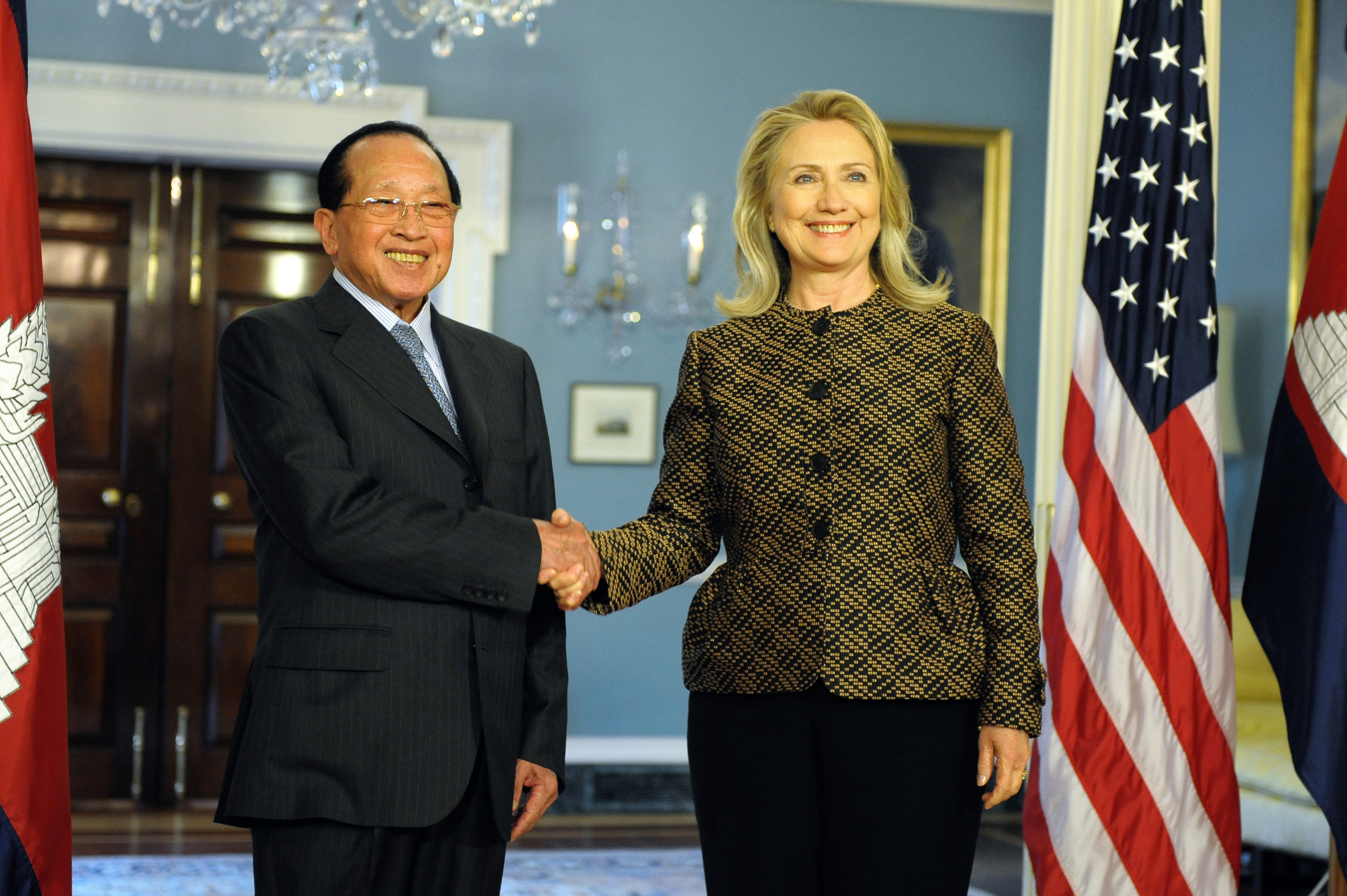
Hor Namhong, ministro das Relações Exteriores, reúne-se com Hillary Clinton em Nova Iorque

As relações exteriores do Camboja são tratadas pelo Ministério dos Negócios Estrangeiros, sob administração do diplomata Hor Namhong.
O Camboja é membro das Nações Unidas, do Banco Mundial e do Fundo Monetário Internacional (FMI). É membro também do Banco Asiático de Desenvolvimento (ADB), da Associação de Nações do Sudeste Asiático (ASEAN) e aderiu à Organização Mundial do Comércio (OMC) em 13 de outubro de 2004. Em 2005, o país participou do inaugural da Cúpula do Leste Asiático, na Malásia. O Camboja se tornou membro da Agência Internacional de Energia Atómica (AIEA) em 6 de fevereiro de 1958, mas retirou a sua adesão em 26 de março de 2003. Em 23 de novembro de 2009, o reino reintegrou sua adesão à AIEA.
O Camboja mantém relações diplomáticas com numerosos países. Há pelo menos vinte embaixadas no país, incluindo muitas de seus vizinhos asiáticos e de outros países importantes, como dos Estados Unidos, da Austrália, do Canadá, da República Popular da China, de França, do Reino Unido, de Cuba, do Japão e da Rússia. Não há embaixada do Brasil no Camboja, sendo que a Embaixada brasileira na Tailândia é responsável pela cumulatividade com o país. Portugal também não possui embaixada no território cambojano, sendo os assuntos relativos ao país acompanhados pela Embaixada portuguesa em Banguecoque, também na Tailândia. Como resultado das suas relações internacionais, várias organizações de caridade ajudaram com as necessidades de infraestrutura social, econômica e civil.

## Subdivisões
O Camboja está dividido em 21 províncias (khet) e 4 municípios com status de província (krong). As províncias estão subdivididas em distritos (srok), que estão, por sua vez, subdivididas em comunas (khum). Os municípios estão subdivididos em seções (khan), que estão, por sua vez, subdivididas em quarteirões (sangkat).
A capital do país, Phnom Penh, não é uma província, mas uma área administrativa especial. Entretanto, esta é incluída como o 25.ª província, uma vez que é administrada ao mesmo nível que as outras 24 províncias. O nome das províncias são os mesmos que o de suas respectivas capitais, com exceção de Banteay Meanchey, Kandal, Mondulkiri, Oddar Meanchey, Rattanakiri, Koh Kong, Kampong Thom, Takeo e Kampong Speu. A mais nova província a ser criada entre as subdivisões cambojanas, é Tbong Khmum, criada através de um decreto-real assinado em 31 de dezembro de 2013 pelo rei Norodom Sihamoni. Foi separada da província de Kampong Cham, sendo formada por 6 distritos.
|                                          |                  | Província             | Capital | Território (km²) | Habitantes |
| ---------------------------------------- | ---------------- | --------------------- | ------- | ---------------- | ---------- |
| 1                                        | Banteay Meanchey | Sisophon              | 6 679   | 678 033          |            |
| 2                                        | Battambang       | Battambang            | 11 702  | 1 036 523        |            |
| 3                                        | Kampong Cham     | Kampong Cham          | 9 799   | 1 680 694        |            |
| 4                                        | Kampong Chhnang  | Kampong Chhnang       | 5 521   | 472 616          |            |
| 5                                        | Kampong Speu     | Kampong Speu          | 7,017   | 716 517          |            |
| 6                                        | Kampong Thom     | Kampong Thom          | 13 814  | 708 398          |            |
| 7                                        | Kampot           | Kampot                | 4 873   | 627 884          |            |
| 8                                        | Kandal           | Ta Khmau              | 3 568   | 1 265 805        |            |
| 9                                        | Keb(1)           | Keb                   | 336     | 40 280           |            |
| 10                                       | Koh Kong         | Koh Kong              | 11 160  | 139 722          |            |
| 11                                       | Kratié           | Kratié                | 11 094  | 318 523          |            |
| 12                                       | Mondul Kiri      | Sen Monorom           | 14 288  | 60 811           |            |
| 13                                       | Oddar Mean Cheay | Samraong              | 6 158   | 185 443          |            |
| 14                                       | Pailin(1)        | Pailin                | 803     | 70 482           |            |
| 15                                       | Phnom Penh(1)    | Phnom Penh            | 678     | 1 501 725        |            |
| 16                                       | Preah Vihear     | Phnum Tbeng Mean Chey | 13 788  | 170 852          |            |
| 17                                       | Sihanoukville(1) | Sihanoukville         | 868     | 199 902          |            |
| 18                                       | Pursat           | Pursat                | 12 692  | 397 107          |            |
| 19                                       | Prey Veng        | Prey Veng             | 4 883   | 947 357          |            |
| 20                                       | Ratanakiri       | Banlung               | 11 094  | 318 523          |            |
| 21                                       | Siem Reap        | Siem Reap             | 10 299  | 896 309          |            |
| 22                                       | Stung Treng      | Stung Treng           | 11 092  | 111 734          |            |
| 23                                       | Svay Rieng       | Svay Rieng            | 2 966   | 482 785          |            |
| 24                                       | Takéo            | Takéo                 | 3 563   | 843 931          |            |
| 25                                       | Tbong Khmum      | Suong                 | s/d     | 754 000          |            |
| (1) Município com estatuto de província. |                  |                       |         |                  |            |

## Economia

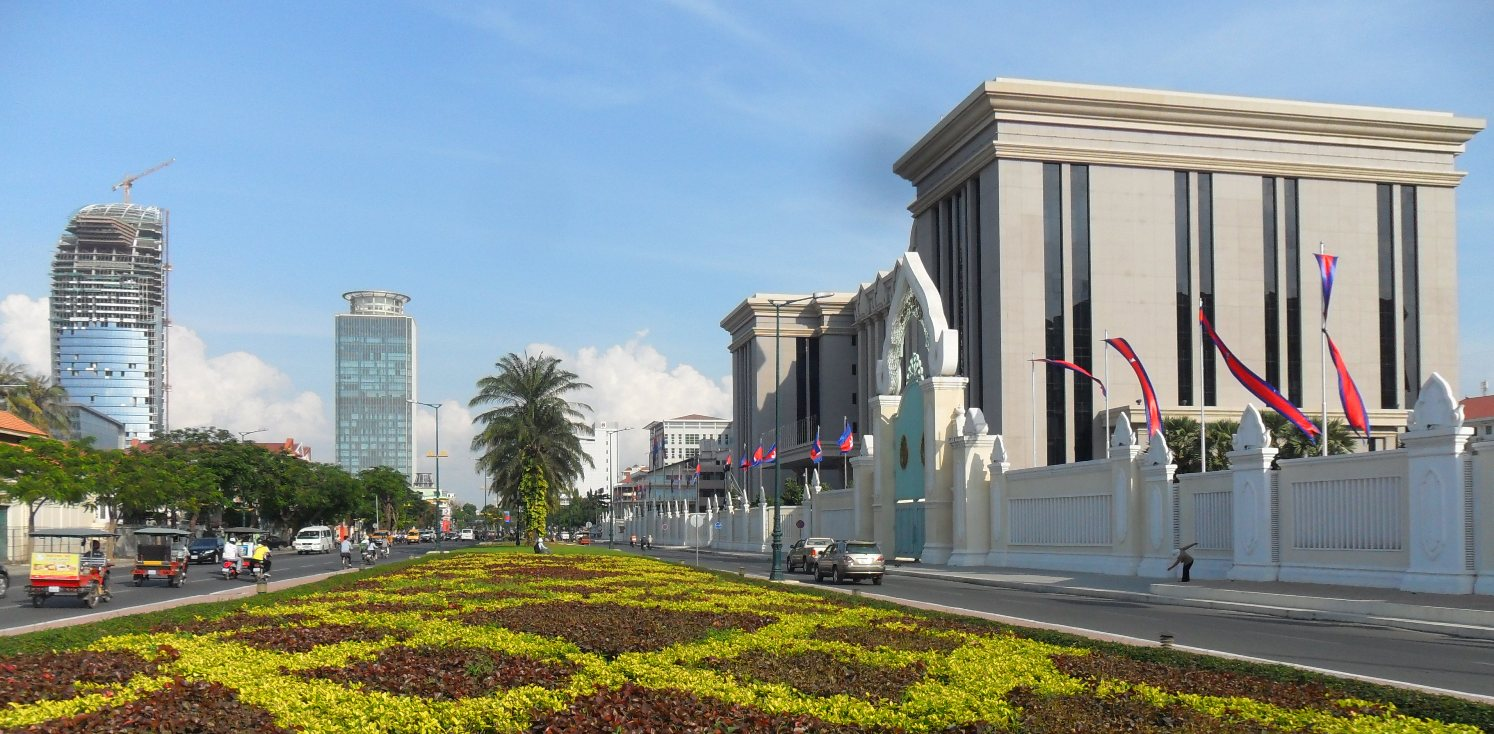
Edifícios comerciais em construção na cidade de Phnom Penh, a maior do país

Principais produtos de exportação do Camboja em 2019.

A moeda do Camboja é o riel. Nas grandes cidades, é comum e aceitável o uso do dólar norte-americano, e em regiões fronteiriças com a Tailândia comumente também se usa o baht. Durante o regime de governo do Quemer Vermelho, já se discutia a adoção de uma nova moeda para o país.
Apesar das melhorias recentes, a economia do Camboja continua a sofrer instabilidade, como resultado de décadas de guerra civil e tensões políticas. O PIB per capita está crescendo rapidamente, mas ainda é baixo em comparação com outros países da região. A maioria das famílias rurais dependem enormemente da agricultura. O país era, em 2019, um dos 10 maiores produtores mundiais de arroz e mandioca, além de ter produções relevantes de milho, legume, cana de açúcar, soja, borracha natural e óleo de palma, entre outros. As maiores exportações de produtos agropecuários processados do país em termos de valor, em 2019, foram: arroz (U$ 421 milhões), borracha natural (U$ 219 milhões), açúcar (U$ 53 milhões), banana (U$ 49 milhões), mandioca (U$ 26 milhões), óleo de palma (U$ 24 milhões), cigarro (U$ 17 milhões), entre outros. As principais exportações do Camboja são têxteis, madeira, borracha, arroz, pescado e tabaco. Além destes, destaca-se também o cultivo de pimenta-do-reino. O cultivo do arroz é praticado em vales fluviais de forma intensa, com elevada produtividade. Os principais parceiros de exportação do país são os Estados Unidos, Singapura, a Alemanha, o Reino Unido, o Canadá e o Vietnã.
Entre 2004 e 2008, a economia cambojana cresceu mais de 10% ao ano. A indústria têxtil e o turismo são os principais setores de crescimento. Em 2018, o país recebeu 6,2 milhões de turistas, com receitas de US$ 4,3 bilhões. O turismo é a segunda maior fonte de renda depois da indústria têxtil. Angkor, Siem Reap e Phnom Penh são os principais destinos turísticos. As ilhas tropicais da costa sul ainda não são muito exploradas pelo turismo. Por outro lado, o Camboja é também um notável destino para o turismo sexual — uma preocupação particular é a prostituição infantil e prostituição de caráter forçado.
O risco-país do Camboja ainda é considerado muito alto para investidores estrangeiros. O país faz parte de uma lista de 16 nações como sendo de extremo risco nos fundos de investimentos. Os fatores que mais contribuem para a permanência do país como uma nação de alto risco para investimentos deve-se, principalmente, à pouca qualificação e educação adequada da população, especialmente em áreas rurais pobres, onde a infraestrutura é quase inexistente. O medo de desequilíbrio político e corrupção têm retardado o investimento estrangeiro. Entre 2004 e 2009, o investimento estrangeiro, no entanto, cresceu 12 vezes a mais que na década de 1980. Em 2005, foram encontrados petróleo e gás natural em suas águas territoriais. A indústria de mineração e siderúrgica está em crescimento, especialmente no norte do país. O solo é rico em pedras preciosas, ferro, manganês e fosfato.

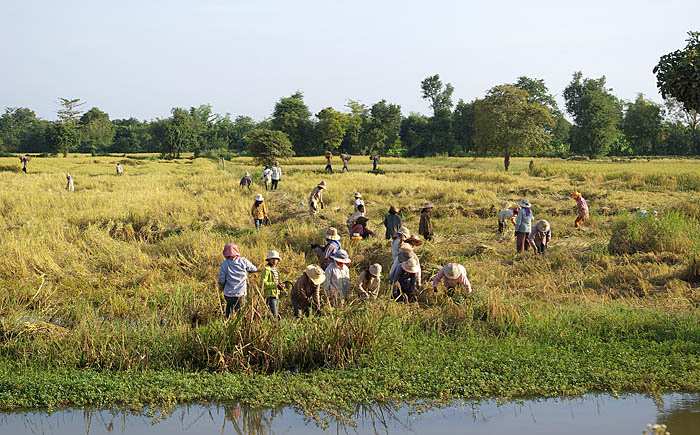
Agricultores cambojanos em um campo de arroz.

Entre 1980 e 1990, a economia do Camboja cresceu 5% ao ano. Foram taxas anuais de crescimento da economia superiores à média mundial, baseadas em investimentos estrangeiros. Mas a partir da segunda metade de 1990, esses investimentos começaram a escassear (eles foram para outras partes do globo), e essas taxas diminuíram.
A agricultura continua a ser o setor mais importante da economia do Camboja em termos de sua participação no produto interno bruto (PIB) e emprega a grande maioria da força de trabalho. O arroz é o principal produto agrícola do Camboja, seu principal alimento e o seu mais importante produto de exportação. Este é cultivado em mais de metade da área total de terras cultivadas no país. As principais regiões produtoras de arroz são as que cercam o delta dos rios Mecão e Tonle Sap, com um cultivo particularmente intensivo nas províncias de Batdambang, Kampong Cham, Takev e Prey Veng. Tradicionalmente, o país produz apenas uma safra de arroz por ano, devido à extensa irrigação e o sistema necessário de cultivo. A realização e comercialização da agricultura está sob os padrões tradicionais e internacionais, sendo que o plantio dar-se-á entre julho ou agosto, e o período de colheita se estende de novembro a janeiro. A quantidade de precipitação determina o tamanho e qualidade da colheita e a irrigação é pouca.

### Turismo

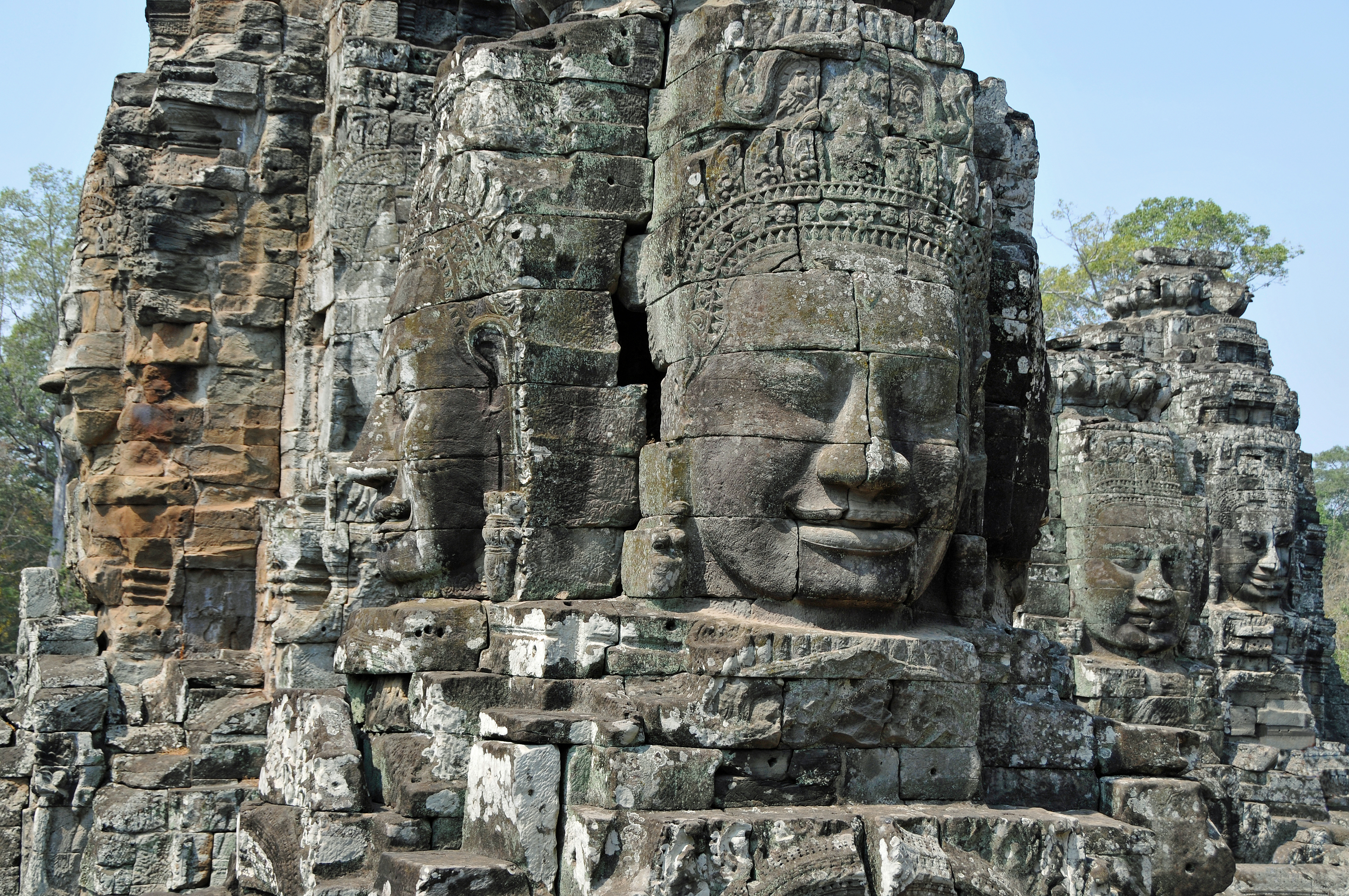
Ruínas de Angkor Thom, no complexo de Angkor

A indústria do turismo é a segunda maior fonte de divisas do país, depois da indústria têxtil. Entre janeiro e dezembro de 2007, o número de visitantes foi de 2 milhões, um aumento de 18,5% em relação ao mesmo período de 2006. O maior destino turístico no país é Siem Reap, seguida de Phnom Penh e outros destinos. Outros destinos turísticos incluem Sihanoukville no sul, que tem várias praias populares, e a cidade ribeirinha de Battambang, no leste. A área em torno Kampot e Kep, incluindo a estação do monte Bokor, também são de interesse para os visitantes. O turismo tem vindo a aumentar todos os anos, sendo que em 1993 o país recebeu 118 183 turistas internacionais e, em 2009, o número de visitantes aumentou para 2 161 577 turistas internacionais.
De acordo com o relatório de turismo do Reino do Camboja, a maioria dos visitantes eram japoneses, chineses, filipinos, estadunidenses, sul-coreanos e franceses. O relatório acrescentou que o setor faturou cerca de US$ 1,4 bilhões de dólares em 2007, respondendo por quase 10% do PIB do reino.

## Infraestrutura

### Transportes

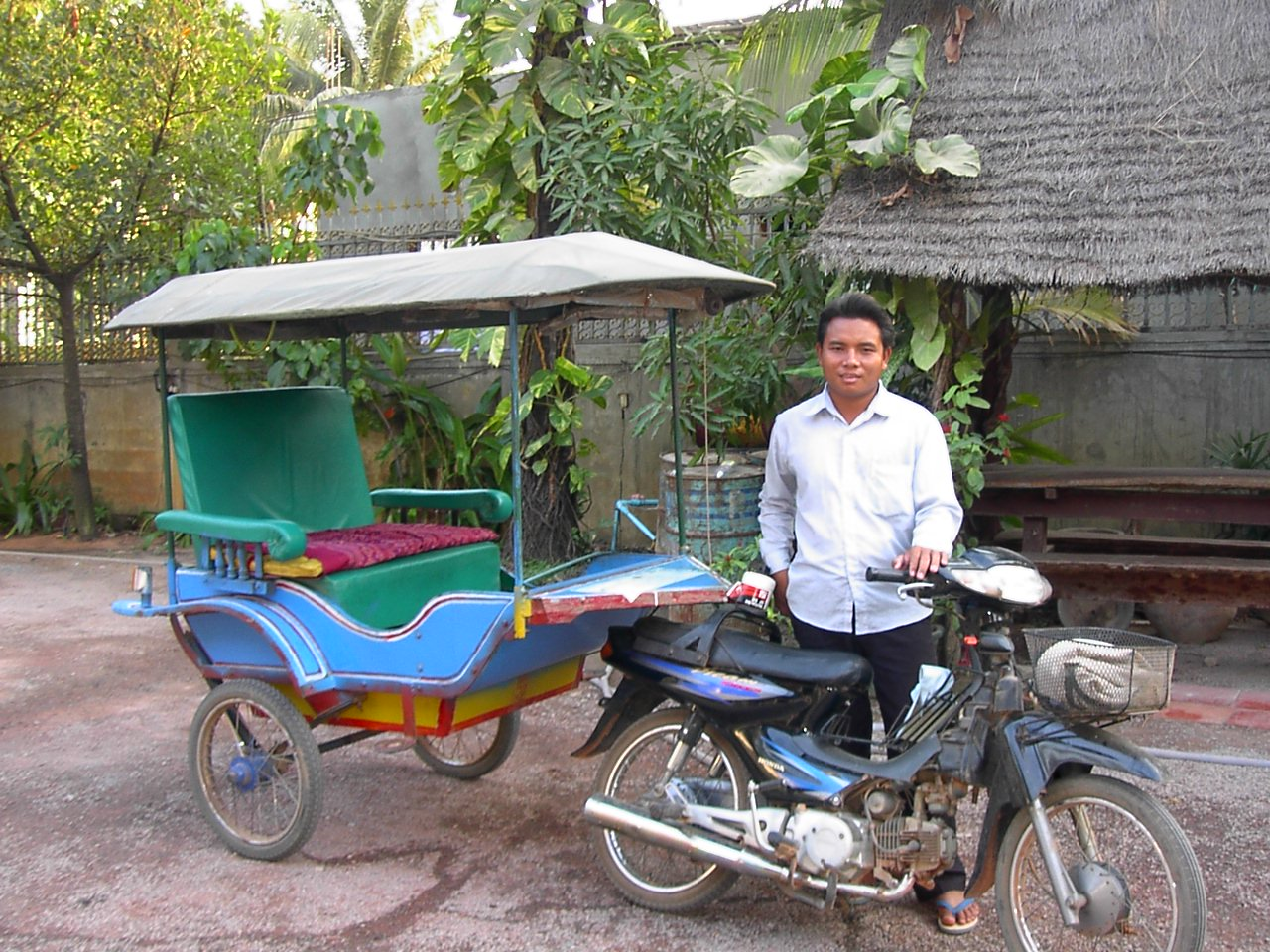
Tuk-tuk, um modelo de triciclo) motorizado encontrado no país

As linhas ferroviárias e parte da rede de estradas do Camboja são consideradas como estando em mau estado. Há duas linhas ferroviárias principais, com uma extensão total de 645 km. Antes da Segunda Guerra Mundial, formou-se a partir de Phnom Penh, uma linha ferroviária no sentido sul-norte, indo da capital para Sisophon, próximo da fronteira Camboja-Tailândia e a linha ferroviária no sentido norte-sul, saindo também de Phnom Penh e indo para a cidade portuária de Sihanoukville. Está em construção no país uma estrada de ferro que o ligará à Ferrovia TransAsiática, interligando a Singapura e à China. As estradas no país possuem um total de cerca de 38 000 km, mas apenas 1 900 km estão pavimentados. O uso de bicicletas e triciclos (um meio de transporte típico do Sudeste Asiático), apesar de ainda muito popular, diminuiu consideravelmente nos últimos anos.
A taxa de acidentes de trânsito no Camboja é considerada alta para os padrões mundiais. Em 2004, o número de mortes no trânsito por 10 mil veículos era dez vezes maior do que nos países desenvolvidos, e o número de mortes nas estradas dobrou nos últimos três anos.

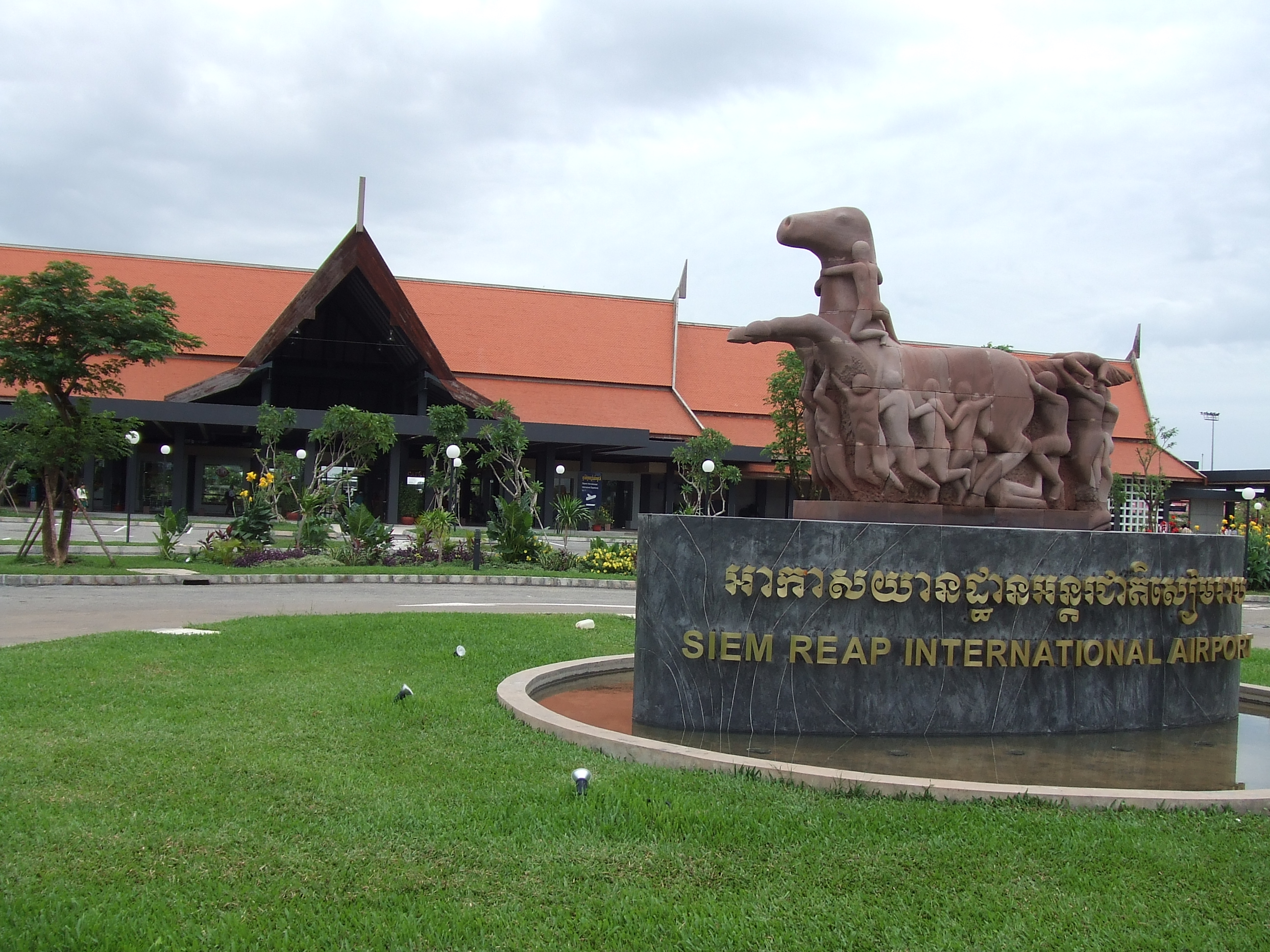
Aeroporto Internacional de Siem Reap

A extensa hidrovia presente no Camboja é facilmente navegável. Os rios tem sido um meio de transporte de importância histórica e continuam a ser uma parte significativa do sistema de transporte cambojano. O rio Mecão e os seus numerosos afluentes, além do lago Tonle Sap, compreendem um total de 2 400 km. Ao norte de Phnom Penh, o rio Mecão é facilmente navegável até Kratie, mas a oferta de serviços regulares nestas rotas já não tem tanta relevância com a construção de estradas nesta região do país. Há serviços de barcos entre Siem Reap e Battambang, através do lago Tonle Sap, embora sejam usados apenas barcos menores no trajeto. Há dois portos importantes no Camboja: o de Phnom Penh e de Sihanoukville. O porto de Phnom Penh é o único porto fluvial no país capaz de receber navios de 8 000 toneladas durante a estação chuvosa e navios de 5 000 toneladas durante a estação seca.
Existem três aeroportos internacionais no Camboja: O Aeroporto Internacional de Siem Reap, o de Phnom Penh e o Aeroporto Internacional de Sihanoukville. Em 2013, o Aeroporto Internacional de Phnom Penh recebeu um movimento de cerca de 2,4 milhões de passageiros, sendo o segundo mais movimentado do país superado pelo Aeroporto Internacional de Siem Reap que havia registrado um total de 2,7 milhões de passageiros no mesmo ano. Os três principais aeroportos do país registraram um tráfego de 5,6 milhões de passageiros, um aumento de 18,6% em comparação com o ano anterior. Em Phnom Penh, 19 companhias aéreas realizam voos regulares internos e internacionais. Há ainda, outros 14 aeroportos domésticos no Camboja.

### Educação

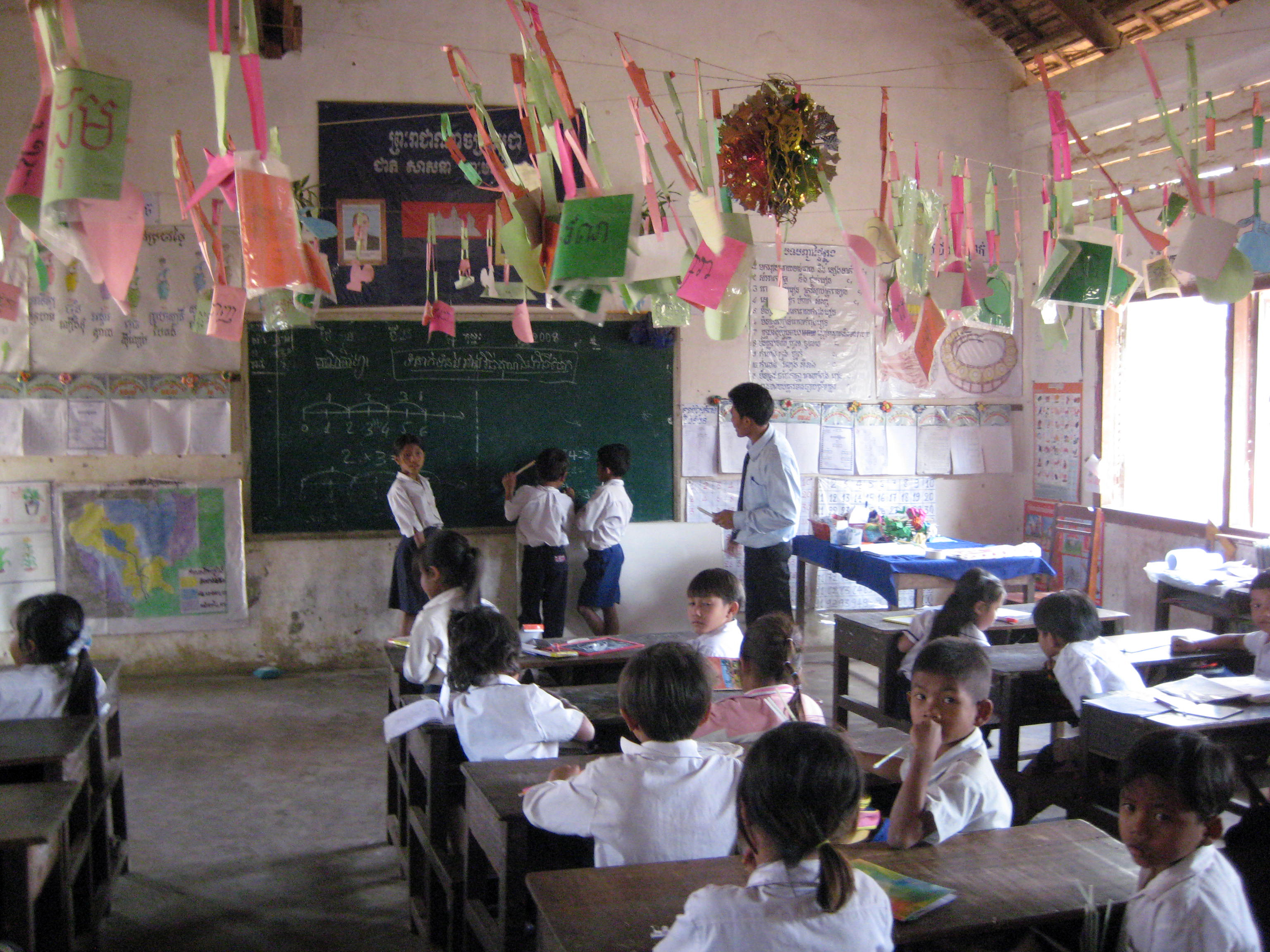
Escola na província de Oddar Mean Cheay

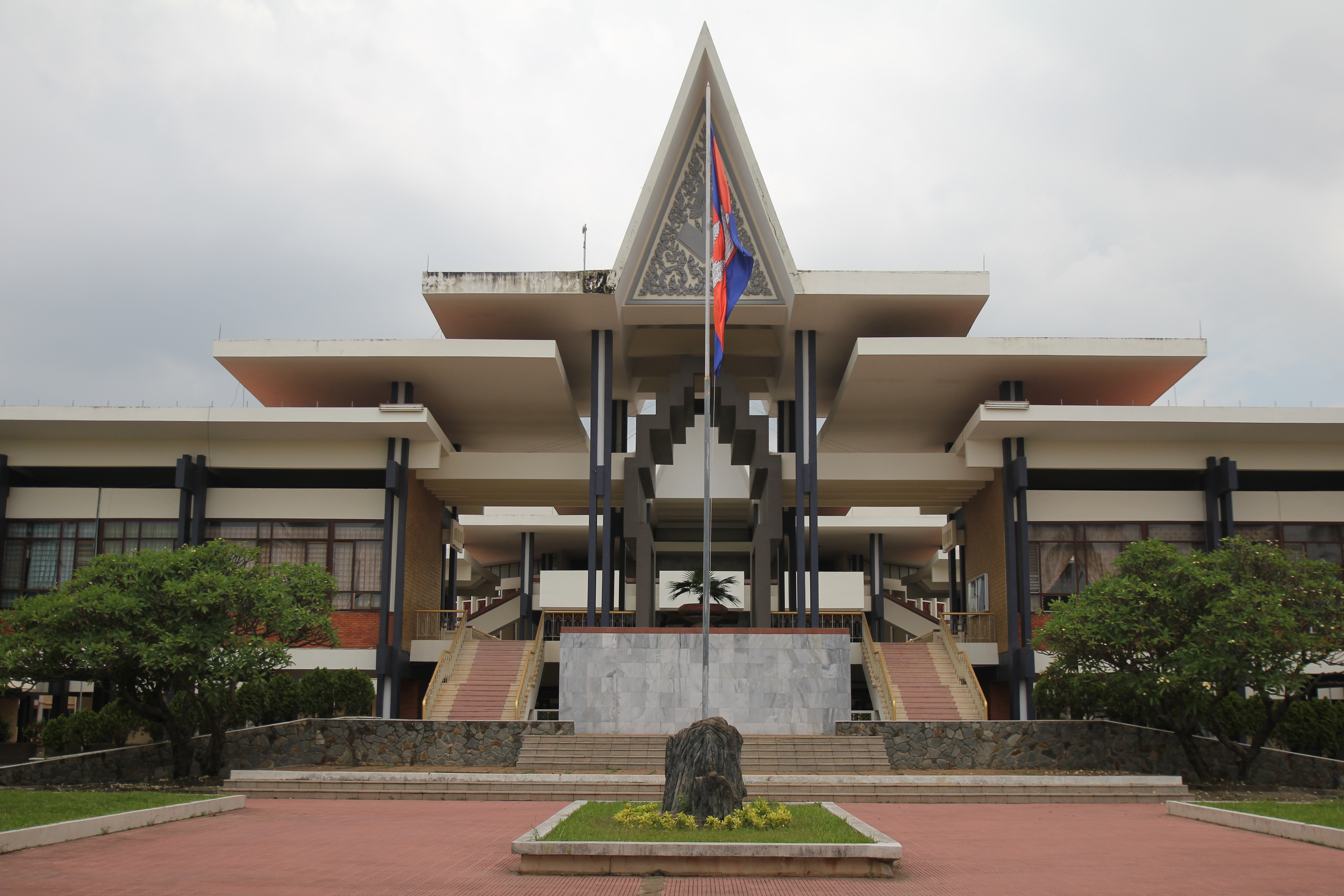
Campus da Universidade Real de Phnom_Penh

O Ministério da Educação, Juventude e Desporto do Camboja é responsável por estabelecer políticas e diretrizes para a educação nacional no país. O sistema de ensino cambojano é fortemente descentralizado, com três níveis de administração: central, provincial e distrital — responsáveis pela sua gestão. A constituição do Camboja promulga escolaridade obrigatória gratuita durante nove anos, garantindo o direito universal à educação básica de qualidade.
O censo de 2008 mostra que a taxa de literacia da população cambojana foi de 77,6%, sendo que os homens são mais alfabetizados que as mulheres (85,1% e 70,9% respectivamente). Homens com idade entre 15 e 24 anos possuem uma taxa de alfabetização de 89%, enquanto 86% das mulheres na mesma faixa etária eram alfabetizada.
O sistema de educação no Camboja continua a enfrentar múltiplos desafios. Nos últimos anos tem havido melhorias significativas, especialmente em termos de ganhos de escolarização primária líquida, implementação de programas baseados em orçamento, e o desenvolvimento de um quadro político que ajuda crianças desfavorecidas a ter acesso à educação. Tradicionalmente, a educação no Camboja foi oferecida pelos wats (templos budistas), proporcionando, assim, educação exclusivamente para a população masculina. Durante o regime do Quemer Vermelho, a educação sofreu reveses significativos.
Atualmente, 2,6% do produto interno bruto cambojano é destinado para a educação, fazendo deste o 153.º país em investimento na área educacional no mundo. Há 38 instituições de ensino superior de caráter público e privado no Camboja, entre as quais destacam-se a Universidade Real de Phnom Penh (RUPP), Universidade do Camboja (UC), Universidade Real da Agricultura (RUA), Universidade Angkor (UA), Universidade do Camboja Paññāsāstra (PUC), Instituto de Tecnologia do Camboja (ITC) e Universidade Norton

### Saúde

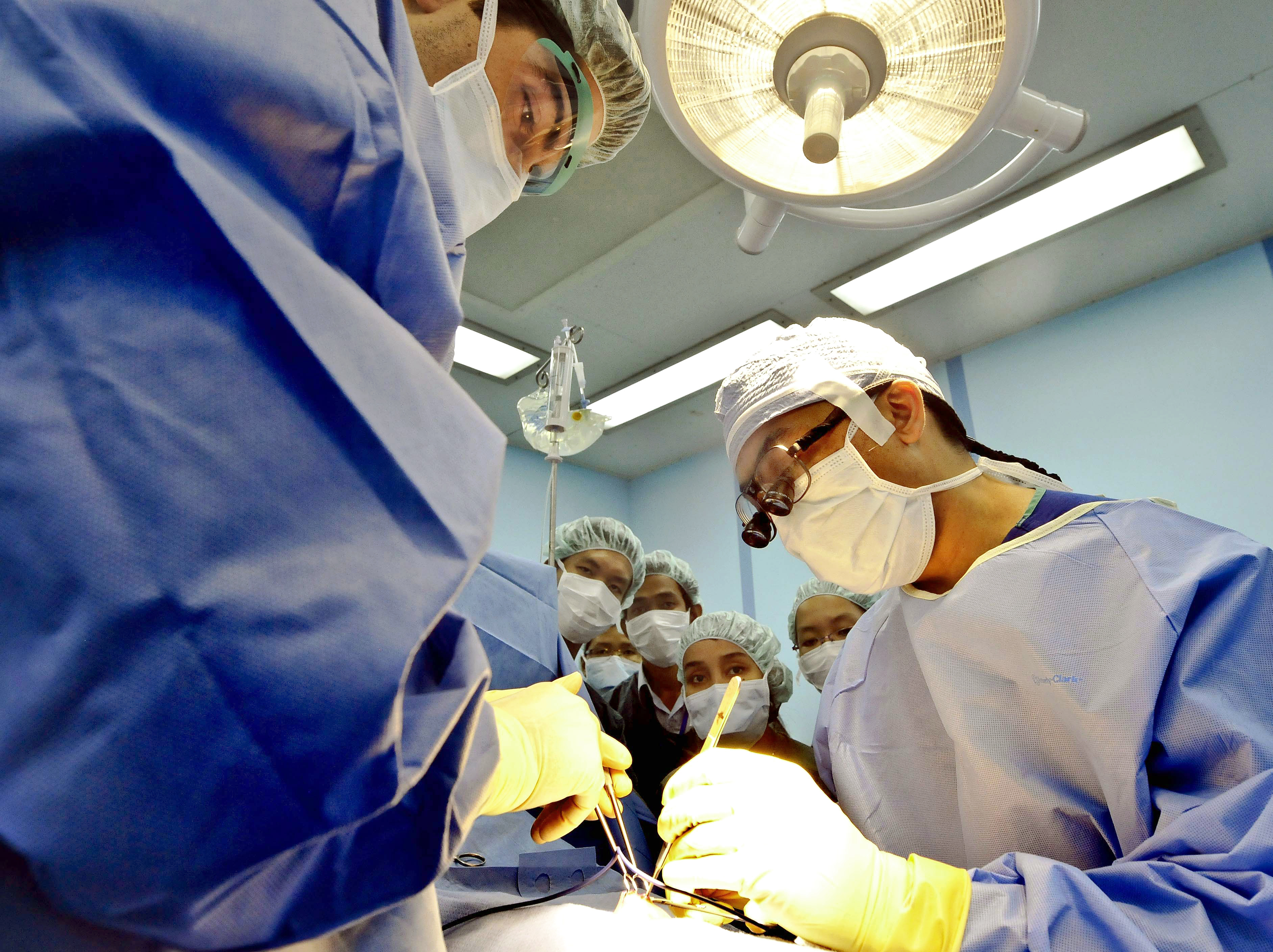
Estudantes de medicina do Camboja assistindo à realização de uma cirurgia

O sistema de saúde pública no Camboja também é descentralizado. Em 2010, a expectativa de vida no país era de 63,41 anos, sendo 61,01 anos para os homens e 65,93 anos para as mulheres. Desde 1999, a esperança de vida sofreu notável crescimento, já que no respectivo ano esta era de 49,8 anos para os homens e 46,8 anos para as mulheres.
A malária é um problema de saúde pública generalizado no país. Os casos desta doença concentram-se, especialmente, nas regiões leste e norte, além de nas áreas e povoados rurais, tendo como única exceção a área de Phnom Penh e em torno do lago Tonle Sap. A incidência da malária varia de ano para ano e em cada período chuvoso, dependendo do número de pessoas em atividades florestais. Os medicamentos antimaláricos também são um dos problemas enfrentados pela administração da saúde pública cambojana, já que a maioria destes não é produzido no país. A situação da AIDS também melhorou nos últimos dez anos: a propagação de portadores do vírus HIV em 2007 foi de apenas 0,8% em relação à população adulta, sendo que em 1990 havia cerca de 2% da população em geral.
O Fundo das Nações Unidas para a Infância (UNICEF) colocou o Camboja como o terceiro país com mais causas de morte por mina terrestre no mundo, atribuindo a esta mais de 60 000 mortes de civis e milhares de mutilados ou feridos desde 1970 por causa das minas terrestres não detonadas deixadas para trás em áreas rurais. A maioria das vítimas são crianças que agrupam animais ou jogam nos campos. Pacientes que sobrevivem às causas das minas terrestres muitas vezes necessitam de amputação de um ou mais membros e têm de recorrer à mendicância para sobreviver. No entanto, o número de vítimas de minas terrestres diminuiu acentuadamente, passando de 800 em 2005, para menos de 400 em 2006 e 208 em 2007 (38 mortos e 170 feridos). Havia 271 minas terrestres e engenhos explosivos não detonados, registrados pelo Sistema de Informação do Camboja em 2008, 243 em 2009 e 286 em 2010. Este aumento é, em parte devido a dois grandes acidentes com minas antitanque em 2010 — na província de Palin, em maio, e na província de Battambang em novembro — que entre eles mataram ou feriram 30 pessoas. Houve 211 mortes no total, em 2011, e as estatísticas de janeiro a junho de 2012 numeraram 104 mortes. Cerca de 27% destas mortes ocorreram entre 2011 e 2012 em Battambang.

### Mídia
Oito estações nacionais de televisão e pelo menos 52 estações de rádio na banda FM estão registradas no Camboja. Existem mais de 100 jornais em circulação, mas somente dez deles são jornais diários no idioma quemer. O de maior circulação, Rasmei Kampuchea ("luz do Camboja") foi criado em 1993 e tem uma circulação de aproximadamente 18 000 periódicos por dia. Por outro lado, existem alguns jornais diários e revistas. O jornal em língua inglesa The Cambodia Daily (fundado em 1993) e o The Phnom Penh Post (fundado em 1992, com periódicos diários a partir de 2008), são publicados tanto na capital quanto em outras cidades principais do país, seis dias por semana.
De acordo com a organização não governamental Repórteres Sem Fronteiras, o Camboja possui uma boa distância da imprensa. Em seu relatório anual, a organização colocou o país em 126.º lugar entre 175 países classificados. O governo cambojano declarou, em 2006, a prática da liberdade de imprensa no país, entretanto, 10 jornalistas foram presos em 2009 por conta de publicações contra o governo. O Ato da Imprensa de 1995 deve, em teoria, proteger a liberdade de imprensa, mesmo que contenha questões que possam prejudicar a segurança nacional ou a estabilidade política no país. Esta lei é muitas vezes ignorada, usando uma seção do Código Penal, que proíbe a "divulgação da difamação ou desinformação".

### Telecomunicações
As linhas telefônicas foram destruídas extensivamente durante o regime do Quemer Vermelho, e a rede de telefonia ainda não funciona amplamente. Isso resulta em um sistema frágil de telecomunicações, o que inclui telefone fixo, telefone móvel e o uso da Internet. Em 2012, as linhas de telefone fixo eram de 584 000, o que representa menos de uma para cada grupo de cem mil habitantes. Assinaturas de telefonia celular eram registradas em 5,6 milhões, ou cerca de 40 assinantes por cem mil habitantes. O país tem cinco operadoras de telefonia móvel, a maior das quais é a Mobitel, rede que fornece o serviço para a maioria das grandes cidades e áreas urbanas.
Conexões de Internet são caras e inacessíveis em muitas partes do país, com boa abrangência apenas na região de Phnom Penh e Siem Reap. Em 2009, havia 78 500 usuários regulares de Internet no país, colocando-o na 167.ª posição entre os países do mundo em termos de acesso à Internet. O código TLD do Camboja na Internet é .kh, que hospedava 13 784 sites em 2012.

## Cultura

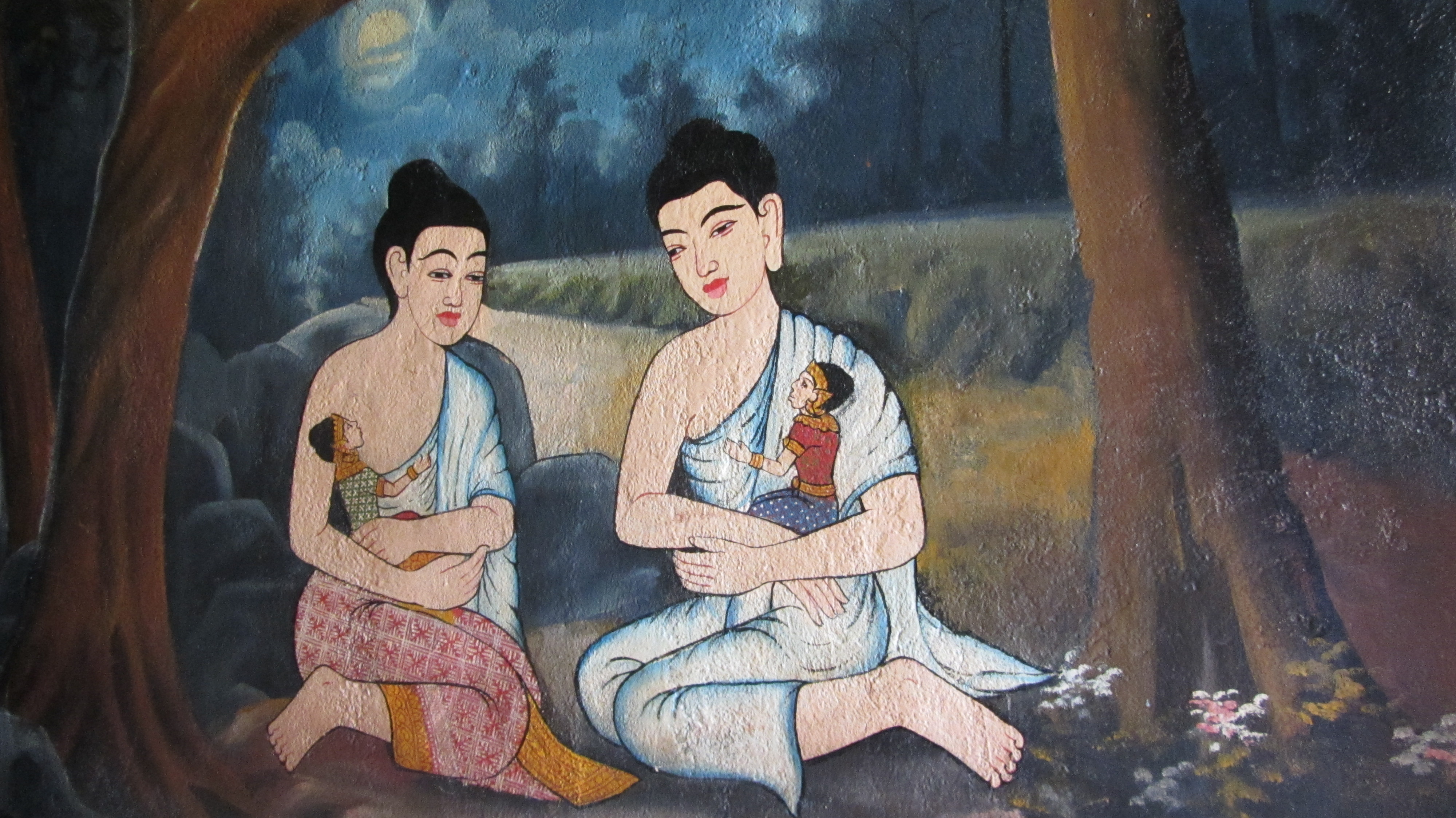
Família abandonada na selva, obra do artista quemer Preah Vesondor

A cultura cambojana pode ser dividida em três períodos históricos: cultura clássica medieval quemer, cultura Teravada (ou budalainém) e, posteriormente, cultura da herança colonial francesa. De 1900 até à segunda metade do período de guerra civil, o genocídio do Quemer Vermelho matou vários artistas e membros da elite cambojana, destruindo muitas de suas obras e produções culturais, argumentando que estas, muitas vezes, iam contra o regime político onipresente no país. O Quemer Vermelho possuía um forte anti-intelctualismo, inclusive fechando bibliotecas, museus, cinemas e outros pontos culturais para servirem de chiqueiros para porcos.
O Ministério da Cultura e Belas Artes é responsável pela promoção e desenvolvimento da cultura cambojana. A cultura do reino inclui não só os costumes da maioria étnica quemer, mas também os costumes das cerca de 20 tribos culturalmente distintas, reconhecidas pelo termo Quemer Leu, cunhado por Norodom Sihanouk, usado para significar a unidade entre população cambojana, nas suas mais variadas representações.

### Arquitetura e Belas Artes

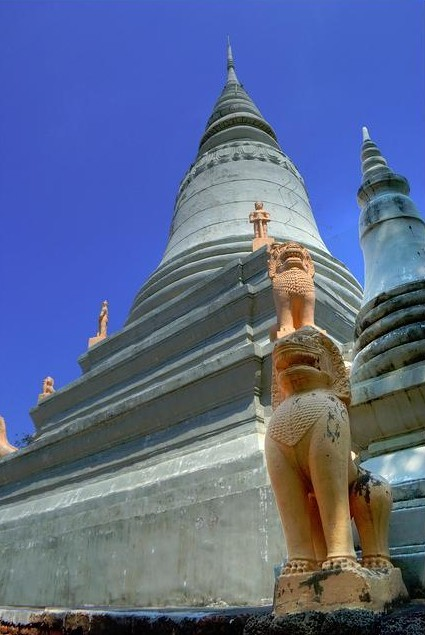
Templo budista Wat Phnom

A arquitetura do Camboja foi preservada através das ruínas dos templos do complexo de Angkor Wat e esculturas de pedra representando deuses hindus, os monumentos arquitetônicos mais importantes do período do Império Quemer. As primeiras obras arquitetônicas (Preah Ko e Bakong) foram construídas pelo rei Indravarmã I (877–889), na então capital do reino, Hariharalayaan. Seu sucessor, Indravarmanim, mudou a capital para Angkor. O famoso e brilhante templo, Angkor, no entanto, foi concluído no reinado de Suriavarmã II, entre 1113 e 1150. Ele foi sucedido por Jaiavarmã VII, que construiu uma nova capital em Angkor Thomiin, no centro de um enorme templo budista, Bayonin. Outros exemplos da arquitetura do país foram surgindo ao longo dos anos, entre estes o Ramayana e Mahabharata.
No período colonial, a França teve um grande impacto sobre a arquitetura e as artes visuais. Em Phnom Penh, foram construídos cerca de 1 800 canais, avenidas e edifícios de estilo europeu, como a Art Deco. Entre esses edifícios, destaca-se o mercado coberto Phsar Thom Thmei. Após a independência, nos anos 1950, as artes visuais e a arquitetura começaram a sofrer mistura dos costumes do Reino Quemer e do colonialismo francês, tendo este fato sido aproveitado para criar uma nova identidade nacional. Nos últimos anos, a paisagem urbana mudou a um ritmo acelerado, muitas vezes sem planejamento ordenado.

### Artesanato
O artesanato cambojano inclui arte têxtil, murais de templos e decoração em madeira, bem como cestas, máscaras e criação de joias. Além destes, a tecelagem de seda, a ourivesaria, esculturas em pedra, esculturas em madeira, laca, cerâmica também estão presentes, muitas destas praticadas desde os tempos antigos. A tradição da arte moderna começou no Camboja em meados do século XX. A cena contemporânea das artes visuais no Camboja sofreu uma escalada artística.
A tecelagem de seda no Camboja tem uma longa história. A prática remonta aos primeiros séculos da história do país, quando os têxteis eram usados no comércio. A produção têxtil moderna habilmente imita estes antecedentes históricos e produzem detalhes de roupas em antigas esculturas de pedra. Na maior parte das joias fabricadas, são usados frutos e formas inspirados em Angkor. Assim como a tecelagem de seda, a tradição das esculturas de pedra surgiu nos primeiros anos de formação do país, com a construção do Complexo de Angkor. Nas esculturas modernas, ainda estão sendo usados os estilos tradicionais.

### Literatura

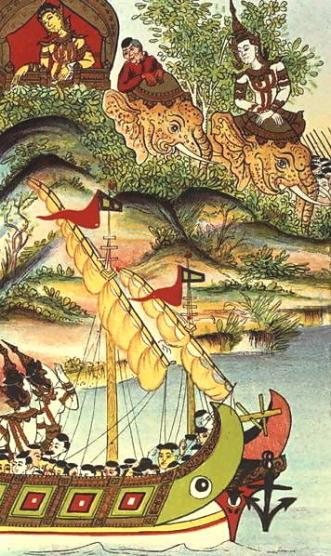
Ilustração do Conto de Vorvong & Sorvong

Os primeiros trabalhos literários foram escritos durante o período angkoriano. Era comum a utilização de folhas de palmeiras para o desenvolvimento de textos em sânscrito, escrituras budistas e estórias Jataka. Com uma grande influência das literaturas indiana e tailandesa, o acesso a obras literárias indígenas era limitado, devido à maior parte da população não ser alfabetizada. Ainda assim, figuras épicas tradicionais do quemer, como o Neang Kakey e Dum Deav, compunham os contos assistidos pelos cambojanos.
No idioma quemer, a palavra aksarsastra é geralmente definida como "literatura", sendo associada também à "carta", "escrita" ou "estudo dos textos". Com isso, os estudos da literatura quemer geralmente se iniciam nas inscrições em pedra, datadas a partir do século VII e compostas por uma linguagem estilizada, com uso de rimas complexas e linguagem arcaica. Judith Jacob, pesquisadora da Universidade de Oxford e autora do livro "A literatura tradicional do Camboja" (1996) descreveu o Ramakerti — uma versão cambojana do Ramáiana — como "páginas cheias de arcaísmos, vocabulário obsoleto, palavras desconhecidas grafadas em uma variedade de formas e texto formidável".

### Cinema
A indústria cinematográfica nacional floresceu entre 1950 e 1960. O país experimentou a realização de inúmeros trabalhos de diretores estrangeiros, bem como a criação de um grande número de empresas de produção e uma abundância de salas de cinema. Durante o regime do Quemer Vermelho, muitos diretores e atores foram mortos e a indústria cinematográfica foi fortemente controlada.
O cinema nacional recuperou na década de 1980. Entretanto, o país ainda sofre com a pirataria na indústria cinematográfica e produção de má qualidade. Em 1994, o diretor cambojano Rithy Panh alcançou sucesso internacional, e sua primeira longa-metragem, Condenados à Esperança, foi apresentado no Festival de Cannes. O Camboja tem sido o ambiente de uma série de filmes estrangeiros, entre estes os filmes Lara Croft: Tomb Raider (2001), Cidade Fantasma (2001) e Dois Irmãos (2004).

### Música

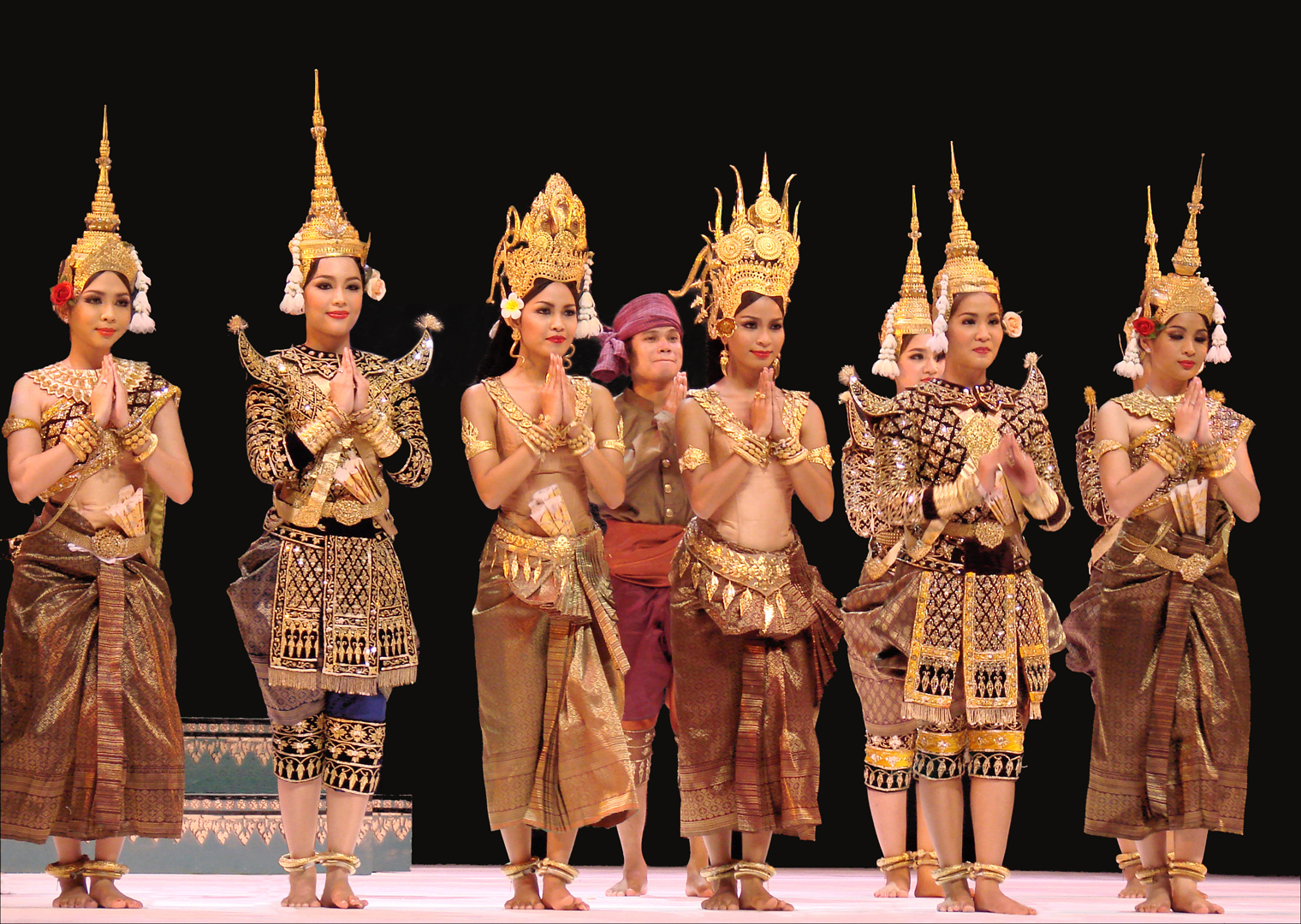
Apsarás, uma dança popular no Camboja

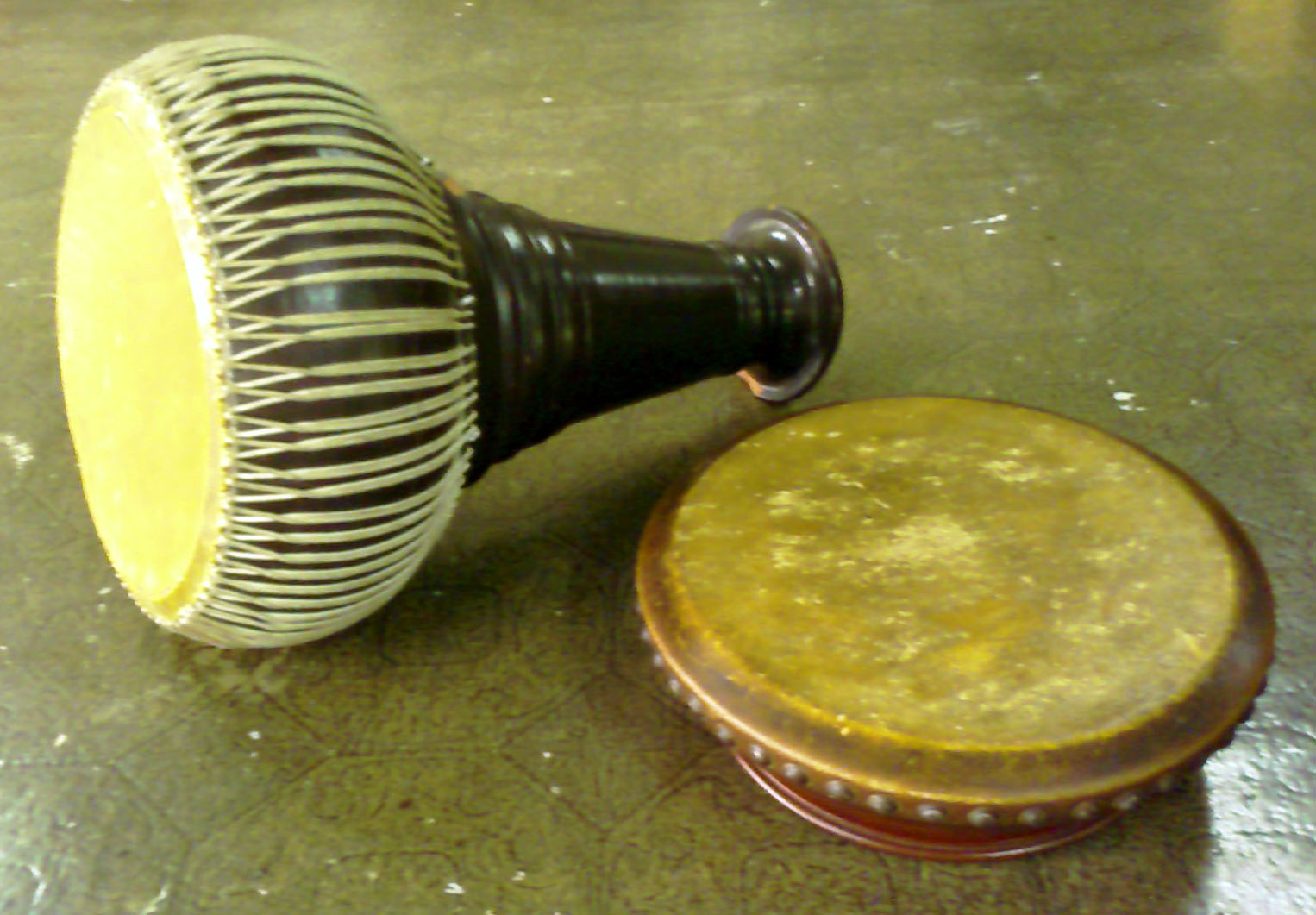
Thon-rammana, instrumento tradicional do país

A música tradicional do Camboja remonta ao período do Império Quemer. Danças reais, como a dança dos Apsarás, são ícones da cultura cambojana bem como os instrumentos mahori, que os acompanham. Entre os gêneros musicais, podem ser vistos o Chapei e A Yai. O Chapei é popular entre a geração mais velha e apresenta-se, na maioria das vezes, numa performance solo de um homem tocando uma guitarra do Camboja (chapei) em meio a versos instrumentados a cappella. As letras geralmente têm tema moral ou religioso. Já o A Yai, pode ser realizado individualmente ou por um homem e uma mulher, e muitas vezes possui natureza cômica. É uma forma de poesia lírica, com duplos sentidos, que pode ter qualquer argumento ou ser completamente improvisada. Quando cantada em dueto, o homem e a mulher se revezam, respondendo em forma de enigmas para o outro resolver, com intervalos instrumentais curtos entre os versos. Além destas, há o Pleng kaah (literalmente uma "música de casamento"), que consiste num conjunto de canções e músicas tradicionais voltadas tanto para entretenimento quanto para o acompanhamento em cerimônias tradicionais de casamento quemer.
A música popular cambojana é realizada com instrumentos de estilo ocidental ou uma mistura de instrumentos tradicionais e ocidentais. A música de dança é composta por estilos particulares de danças sociais. As canções dos cantores Sinn Sisamouth e Ros Sereysothea, da década de 1960 à década de 1970, são consideradas clássicos do Camboja. Durante o regime do Quemer Vermelho, muitos cantores clássicos e populares das décadas de 1960 e 1970 morreram executados, de fome ou excesso de trabalho, e muitas fitas master do período, que continham canções dos artistas, foram perdidas ou destruídas. Na década de 1980, Keo Surath (um refugiado reassentado nos Estados Unidos) e outros artistas, como forma de reconhecer o legado dos cantores clássicos, refizeram suas canções populares. Os anos 1980 e 1990 também viu o aumento da popularidade do kantrum, um estilo de música dos Quemer Surim definido para instrumentação moderna.
Instrumentos musicais tradicionais são compostos pelos gongos sintonizados, xilofones, tambores, condutas e instrumentos de sopro do tipo do oboé. A capela é um instrumento musical de duas cordas, tocado com os dedos como uma guitarra. Foi muito usado na música tradicional a flauta e bateria personalizada, instrumentos perdidos durante os anos do Quemer Vermelho. Há ainda o pin peath, um instrumento de cordas e percussão, e o mahori, instrumento de 35 cordas. O roneath é uma espécie de xilofone com metal e bambu, o skor thom é um grande tambor, que tem duas faces, para fazer um único ritmo e o chhoeng é usado para acompanhar dança, teatro, casamento e outras cerimônias. Parte das crianças que frequentam as escolas aprendem sobre todos os instrumentos tradicionais do quemer, e escolhem um deles para formar um grupo musical.
O krapeu é um instrumento que tem a forma de um crocodilo e possui três cordas. A palavra "krapeu" 'significa crocodilo ou jacaré na língua local quemer. É assumidamente o mais recente instrumento clássico usado pelo povo quemer.

### Teatro e festivais
Uma das formas de teatro encontradas no Camboja são as Marionetas de Sombra, popularmente chamadas de Thom Sbek. Estão versão consiste numa performance de bonecos feito de couro. As sombras são lançadas numa tela tradicionalmente iluminada por uma chama de um coco em chamas. O público que assiste ao espetáculo se senta em almofadas e tapetes no chão. Essa expressão teatral é uma antiga forma de arte espelhada em cenas do Reamker, além de histórias budistas. A única expressão existente que se assemelha a esta, é o yai nang, da Tailândia. Ambas foram realizadas em templos e várias cerimônias relacionadas com festividades coletivas. É possível que a tradição tenha sido criada pelos Tais e incorporada a outros elementos da cultura quemer. Por outro lado, também é possível que esta tenha se espalhado durante o reino de Auytthaya, época na qual o Camboja (ou parte dele) era um estado vassalo da Tailândia. Thom Sbek foi realizado em aldeias em todo o Camboja até a ascensão do Quemer Vermelho, em 1970, que passou a controlar todas as manifestações de arte, inclusive o teatro.

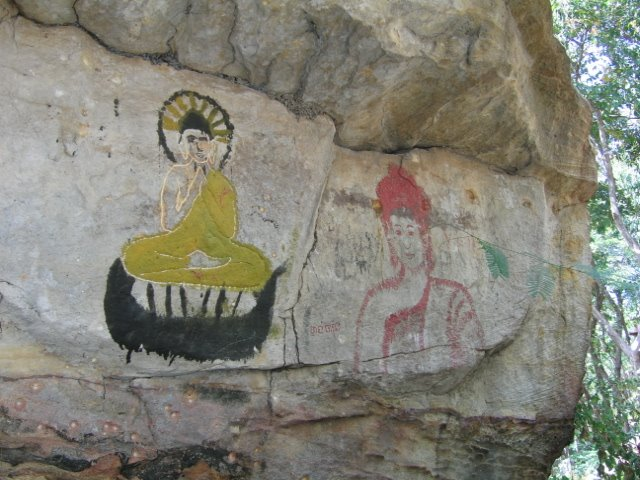
Arte budista em Kampong Thom

Manifestações artísticas foram totalmente banidas ou controladas após o Quemer Vermelho tomar o poder no país. Muitos atores foram perseguidos durante o regime, e alguns executados. No campo do teatro e da dança, não eram permitidas referências ao rei, família real ou tradições reais do país. Após o Vietname intervir na política cambojana, em 1979, atividades teatrais foram novamente permitidas, embora um novo tipo de censura tenha sido estabelecido.
A família real retornou ao Camboja em 1991, e a Princesa Buppha Devi foi nomeada Ministra da Cultura. Os laços estreitos entre a família real e as artes teatrais foram revividas. Nos últimos anos, várias trupes de dança e teatro tornaram-se ativas em todo o Camboja. Muitos destes grupos de teatro realizam atividades voltadas aos turistas internacionais, que visitam as ruínas de Angkor, na província de Siem Reap.
Uma infinidade de festivais são realizados no país. Nos últimos anos, o Ministério da Cultura e Belas Artes tem promovido diversos festivais nacionais, entre os quais podem ser vistos o Dia Nacional da Cultura, o Festival Nacional de Cinema e Vídeo, Festival Nacional de Culinária Quemer, Festival Nacional de Tecelagem Quemer, Festival Nacional do Papagaio de Papel, Festival Nacional de Pintura e Escultura e o Festival Nacional de Música Tradicional. Desde 2005, o Ministério da Cultura e Belas Artes tem realizado o Festival de Artes de Phnom Penh (PPAF), lançado como primeira iniciativa ampla de artes no Camboja, com o objetivo de reunir organizações artísticas de renome, artistas locais e grupos da comunidade para compartilhar o espírito da cultura cambojana.
São, também, festivais realizados no país: Ano Novo Lunar, celebrado anualmente por comunidades chinesas e vietnamitas; Ano Novo Quemer (Bonn Chaul Chhnam), marcando o fim da época de colheita e com duração de três dias; Início da Quaresma Budista (Bonn Chol Vassa), marcando a época em que os jovens costumam entrar na vida monástica e os monges consideram meditar; Festival do Meio do Outono, celebrado por comunidades chinesas e vietnamitas durante o oitavo mês do calendário lunar; Fim da Quaresma Budista (Bonn Kathen), que marca o surgimento de monges do retiro. Pessoas de todo o país fazem procissões lentas reverentes ao seu templo local para oferecer-lhes roupas e outros itens, trazendo, assim, o mérito espiritual a todos os participantes; e o Festival da Água (Bonn Om Touk), voltado à celebração do rio Mecão.

### Culinária

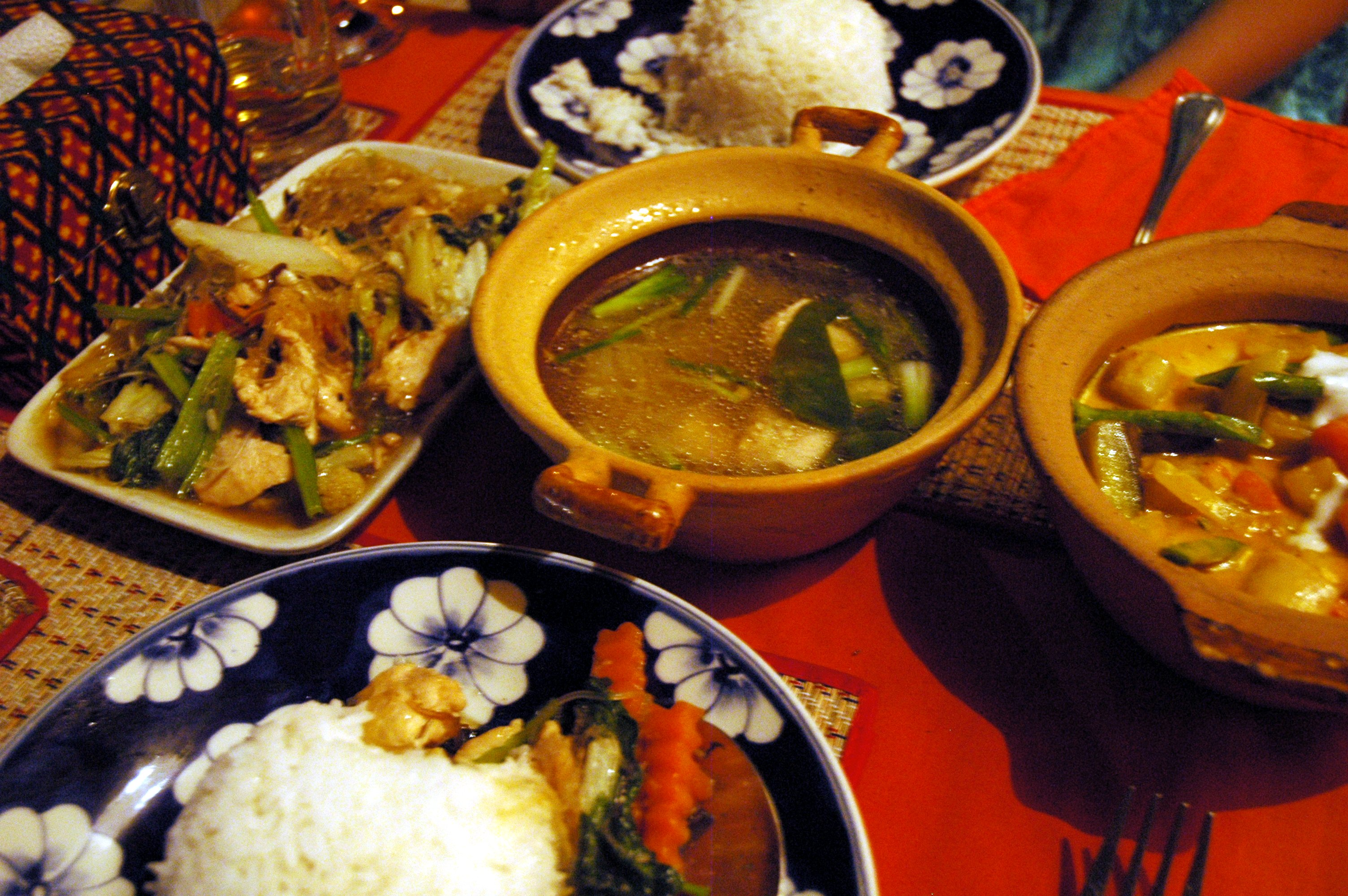
Refeição comum no Camboja

A culinária cambojana combina as características das culinárias tailandesa, vietnamita e chinesa, mas também recebeu grande influência da culinária francesa, devido a colonização. O alimento principal é o arroz, que comumente é utilizado três vezes por dia nas refeições. Na cozinha do país, as principais fontes de proteína são peixes e outras criaturas marinhas que são adquiridas, além do pescado no mar, através da criação no lago Tonle Sap. Além disso, a carne (bovina, suína e de frango) também é muito usada. Hortaliças e frutas são consumidas em abundância e a gordura corporal é muito baixa no país.
A influência francesa na culinária do Camboja pode ser verificada no red curry, um baguette torrado cambojano. O red curry é comido com arroz e vermicelli de arroz com macarrão. Provavelmente, o prato mais popular no jantar cambojano é o kuy teav, uma sopa de massa de arroz feita num caldo baseado em carne de porco e vegetais, temperada com camarão seco e vários condimentos e servida com camarão fresco cozido. A culinária do país ainda é desconhecida da maior parte do mundo, comparada com a de seus vizinhos, Tailândia e Vietname.
Os cambojanos aperfeiçoaram a arte de misturar especiarias usando muitos ingredientes como cravo-da-índia, canela, anis estrelado, noz-moscada, cardamomo, gengibre e açafrão. Eles acrescentam outros ingredientes nativos como galanga, alho, cebolinha, erva-cidreira, coentro e limão kaffir a estes temperos, para fazer uma mistura de especiarias bastante distinta e complexa, conhecido como "kroeung".
Há dois outros ingredientes únicos muito usados na culinária cambojana. Um deles é uma pasta de peixe fermentada, conhecido como pra-hok, e o outro, o kapi, é uma pasta de camarão fermentada. Estes dois ingredientes exigem um gosto adquirido pelo tempo, e usados na maioria dos molhos que acompanham outros pratos típicos do país. Coletivamente, esses ingredientes têm se tornado uma importante combinação aromática comumente usados na culinária do Camboja.

### Desporto

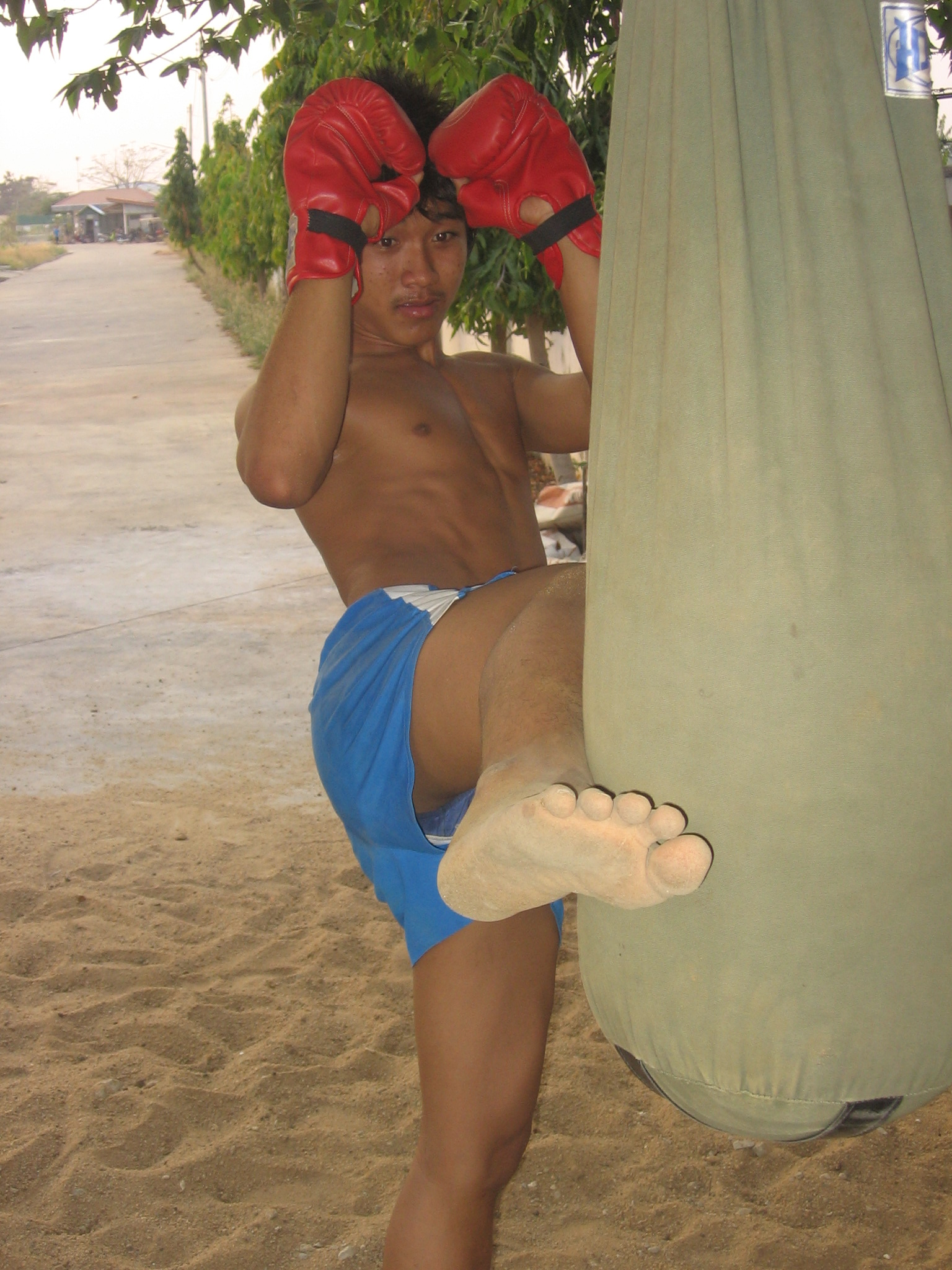
Lutador de Pradal Serey em Siem Reap, no Camboja

O Camboja participa dos Jogos Olímpicos de Verão desde 1964, geralmente com menos de 10 membros por equipe. O país nunca recebeu medalhas. A Seleção Cambojana de Futebol nunca participou de Copas do Mundo FIFA (Campeonato do Mundo FIFA, em português europeu), embora tenha participado de todas as fases eliminatórias. Esta foi fundada em 1933, e filiou-se à Federação Internacional de Futebol (FIFA) no ano da independência do país, em 1953. De acordo com o ranking da FIFA, a seleção do país é a 42.ª melhor seleção da Ásia e a 188.ª melhor seleção do mundo, estando no mesmo patamar que as seleções de Brunei e da Mongólia.
Várias artes marciais são populares no país. O bokator, também chamado de labokkatao, é a arte marcial cambojana de maior expressão, e possivelmente o mais antigo sistema de luta do Camboja, com cerca de 1 000 anos. Existem diversas semelhanças entre este tipo de luta com o muay boran, da Tailândia, onde é identicamente dedicada à elaborada utilização de técnicas com uso eficaz de cotovelos e joelhos, de pernas com pontapés laterais, onde diferenças mínimas do antigo muay boran são percetíveis. Os atletas utilizam ainda os uniformes dos antigos exércitos Quemeres. O krama (lenço) é aplicado na cintura e cordas de ceda azuis e vermelhas, chamadas de sangvar day são colocadas em torno da cabeça dos lutadores e bíceps (idêntica tradição do muay thai que utiliza as prajied e mongkon). Antigamente era referido que as cordas têm o poder de aumentar a força do atleta, contudo hoje em dia são utilizadas somente como perpetuação desta tradição. O bokator é erroneamente descrito como uma variante do kickboxing moderno. Muitas das técnicas empregadas neste estilo de luta, são baseadas em formas de ataque de diversos animais.
Além do bokator, o pradal serey é também muito popular no Camboja. Caracteriza-se por um estilo de luta desarmada, originalmente utilizado com profunda ênfase para a defesa militar, empregado especificamente nos campos de batalha. Estas duas artes marciais milenares são consideradas um desporto nacional do Camboja. Há, ainda, uma grande aceitação do kickboxing.

### Feriados
O Camboja possui, ao todo, 18 feriados estabelecidos. Alguns destes são datas comemoradas a nível mundial, e adotadas no calendário oficial do país, como o Dia Internacional da Mulher (8 de março) e o Dia do Trabalho (1 de maio). A maior parte dos feriados do país fazem referência a um acontecimento histórico ou cultural presente no Camboja, tendo como finalidade principal o reconhecimento e a reflexão do acontecido.
| Data                    | Nome                                                              | observação |
| ----------------------- | ----------------------------------------------------------------- | --- |
| 1 de janeiro            | Dia de Ano Novo                                                   | Comemora o início do Calendário Gregoriano |
| 7 de janeiro            | Dia da Vitória                                                    | Comemora o fim do regime do Quemer Vermelho, de Pol Pot, em 1979 |
| 14 de fevereiro         | Dia do Meak Bochea (Comemoração da Cerimônia de Pregação de Buda) | É realizado durante a lua cheia do mês de Meak (fevereiro) em comemoração ao encontro espontâneo dos monges para ouvir a pregação de Buda                                                                                     |
| 8 de março              | Dia Internacional da Mulher                                       | Dia global celebrando as conquistas econômicas, políticas e sociais das mulheres |
| 14, 15 e 16 de abril    | Dia de Ano novo Cambojano                                         | O dia de Ano Novo Quemer, chamado de Bon Chol Chhnam Thmei Khmer. O feriado dura três dias e é considerado o festival mais importante do calendário.                                                                          |
| 1 de maio               | Dia do Trabalho                                                   | Celebra as conquistas econômicas e sociais dos trabalhadores. |
| 13 de maio              | Vesak                                                             | Este feriado nacional foi estabelecido como uma observância budista que comemora o nascimento, iluminação e morte de Buda |
| 17 de maio              | Lavoura Real                                                      | Este feriado nacional corresponde ao início da temporada de plantio. |
| 13–15 de maio           | Aniversário do rei Sihamoni                                       | Criado para comemorar o aniversário de Sua Majestade o Rei Norodom Sihamoni em 14 de maio de 1953. |
| 1 de junho              | Dia Mundial da Criança                                            | Celebra a memória e tentar manter as crianças seguras. |
| 18 de junho             | Aniversário da Rainha Mãe                                         | Comemora o aniversário da Rainha Mãe Norodom Monineath. |
| 24 de setembro          | Dia da Constituição                                               | Este feriado nacional foi criado para celebrar a assinatura da constituição cambojana pelo rei Sihanouk. |
| 22, 23 e 24 de setembro | Pchum Ben                                                         | Criado para prestar homenagens aos parentes falecidos. Essas homenagens incluem cozinhar refeições para os monges e fazer oferendas para o espíritos de parentes falecidos. Ele também é conhecido como "Dia do Antepassado". |
| 15 de outubro           | Dia Comemorativo do Rei-Pai                                       | Feriado nacional em homenagem à Sua Majestade Norodom Sihanouk, Rei-Pai do Camboja morto em 15 de outubro de 2012. |
| 12 de outubro           | Acordo de Paris                                                   | Este feriado é para comemorar o Tratado de Paris em 23 de outubro de 1991. |
| 5, 6 e 7 de novembro    | Festival da Água                                                  | Foi criado para celebrar o momento em que a água dos rios Mecão e Tonle Sap mudam de curso. |
| 9 de novembro           | Dia da Independência                                              | Comemora a independência do Camboja a partir de França em 1953. |
| 5, 6 e 7 de novembro    | Festival da Água                                                  | Foi criado para celebrar o momento em que a água dos rios Mecão e Tonle Sap mudam de curso. |
| 10 de dezembro          | Dia dos Direitos Humanos                                          | Comemora a adoção e proclamação da Declaração Universal dos Direitos Humanos pela Assembleia Geral das Nações Unidas. |